# Landvogtei de Haguenau
El Landvogtei de Haguenau o Landvogtei de Alsacia (en alemán: Landvogtei Unterelsass o Landvogtei Hagenau) fue una entidad territorial que comprendía las cuarenta villas imperiales (Reichsdörfern) de la Baja Alsacia del Sacro Imperio Romano Germánico, que dependían del emperador por medio de inmediación imperial, así como la administración de los derechos imperiales de la Decápolis alsaciana, a saber, las ciudades de Hagenau, Colmar, Schlettstadt, Weißenburg, Landau, Oberehnheim, Rosheim, Münster im Sankt Gregorienthal, Mülhausen (hasta 1515), Kaysersberg y Türkheim.
Un funcionario imperial que portaba el título de landvogt representaba al emperador ante estas ciudades. A su vez, tres de las mencionadas villas —Kaysersberg, Münster y Türkheim— se agrupaban bajo una subdivisión propia llamada Reichsvogtei de Kaysersberg. La persona encargada de dicha entidad (con el título de reichsvogt) era designada directamente por el landvogt de Alsacia.

## Historia del Landvogtei

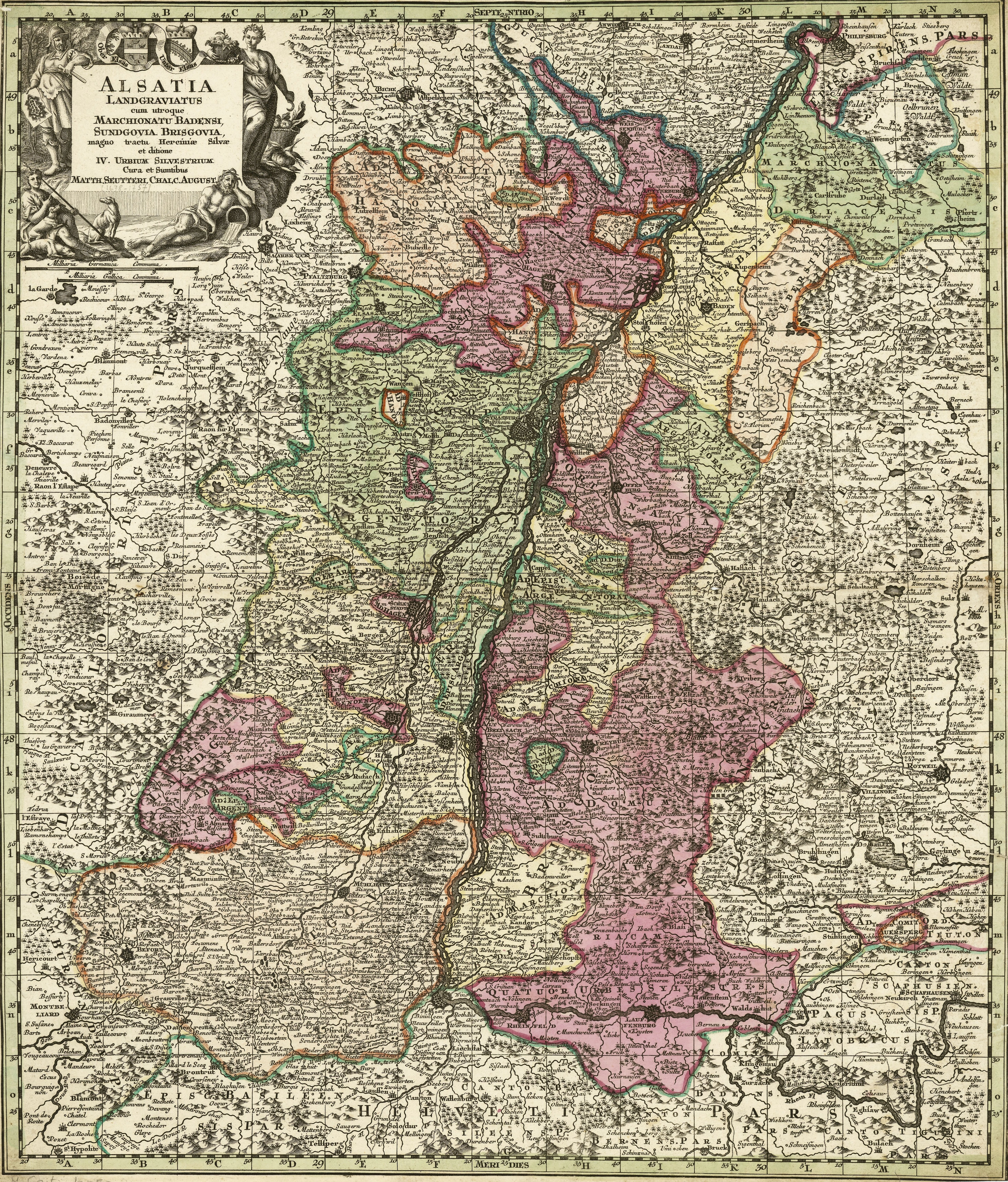
«Alsatia Landgraviatus cum utroque Marchionatu Badensi, Sundgovia, Brisgovia» Mapa de Matthäus Seutter

El Landvogtei de Alsacia fue creado en 1274 por Rodolfo de Habsburgo. Al principio, se dividió en dos territorios administrativos. El primer Landvogt de la Alta Alsacia fue Konrad Werner von Hattstatt; el primer Landvogt de la Baja Alsacia fue Cuno von Berckheim. Desde 1280 ambos Landvogteien se unieron junto con el Breisgau en manos de Otto IV von Ochsenstein, sobrino de Rodolfo. Esta gestión unificada de Alsacia permaneció hasta la época de Luis de Baviera. 
Alsacia cayó bajo el control de Luis de Baviera después de su victoria sobre Federico de Habsburgo, el Hermoso, en la batalla de Mühldorf, el 28 de septiembre de 1322. Luis designó sucesivamente como Landvögte a Albrecht Hummel von Lichtenberg y al conde Ulrich von Werd, landgrave en la Baja Alsacia. 
Alsacia cayó nuevamente bajo la administración de la Casa de Habsburgo en 1325 y finalmente, después de la muerte de Federico, volvió a Luis de Baviera. 
En los años siguientes hubo una alta rotación de Landvögte. En cargo se incluyen Ulrich III von Württemberg y los hermanos Rudolf, Hugo y Albrecht von Hohenberg. En esta época, Luis otorgó en carácter de prenda partes del Landvogtei de Alsacia, incluyendo las ciudades de Selz y Hagenbach, el bosque de Haguenau y el castillo de Löwenstein. En ese momento, estos territorios prendados quedaron en manos del conde palatino Ruprecht I. 
A partir del otoño de 1341, Esteban II de Baviera, hijo del emperador Luis IV, fue Landvogt en Alsacia. Luego, y hasta la muerte del Emperador, esta función fue llevada a cabo por los hermanos Ludwig y Friedrich von Oettingen, landgraves en la Baja Alsacia, quienes ocuparon el cargo de Landvögte a principios de 1344, y más tarde por Gerwig Gusse von Gussenberg. 
La política de la pignoración continuó y al principio del reinado de Carlos IV, el Landvogtei fue dado en su totalidad a los príncipes del Palatinado y en los años siguientes fue casi constantemente una posesión hipotecaria cambiante. 
En 1330, se unieron «el castillo del Imperio y la ciudad de Kaysersberg, el castillo de Pflixburg con la ciudad Türckheim y la ciudad de Münster con el valle». Estaban subordinadas directamente al Reichsvogtei de Kaysersberg, que oficialmente desde 1354, cayó bajo la protección y la administración del Landvogtei de Haguenau. 
El Landvogtei de Haguenau y el Reichsvogtei de Kaysersberg quedaron estrechamente vinculados hasta su transferencia a Francia, en 1648.

## El Landvogtei bajo los duques de Alsacia
El primer Landvogt que existió bajo los duques fue Hetzel o Heinrich, un hombre noble. Hetzel firmó, el año 1123, bajo Enrique V, una carta para el monasterio de Boson.
Bajo Federico I, emperador de la Casa de Hohenstaufen, Rüdiger, Rudegerus Advocatus de Hagenowe, figuraba en los diplomas que este príncipe dio, en 1165, a la ciudad de Haguenau, y en 1189, a los premonstratenses de esta ciudad. Este Vogt de Haguenau debe incluirse entre los Landvögte, porque estos dos cargos fueron confundidos en repetidas ocasiones. Este mismo Rüdiger administró el Landvogtei bajo Enrique VI, hijo y sucesor de Federico.
Federico II, hijo de Enrique VI, Rey de Romanos, duque de Suabia y Alsacia, como su padre y su abuelo, recibió el pedido de los ciudadanos de Estrasburgo para que ordenase a sus Vögte y a las ciudades de Alsacia prestarles ayuda contra el margrave Heinrich I von Baden-Hachberg, a fin de entregar a Egelolfus von Landsberg, su prisionero, y respondió a la ciudad, por carta fechada en el campamento delante de Esslingen, el 11 de agosto del primer año de su reinado: «es bueno que sepan que recomendamos fuertemente a los nobles hombres, Ulrico, Comiti Phirretarum, et Ottoni de Ochsenstein, Advocatis nostris provincialibus, prestarles una ayuda eficaz en este asunto a ustedes y a las ciudades del Imperio.»
Aquí tenemos dos Landvögte imperiales ejerciendo juntos su autoridad; es probable que uno tuviera bajo su mando la Alta Alsacia y el otro la Baja Alsacia. Ulrich II von Pfirt todavía estaba en el cargo en 1228 cuando, el 8 de junio, se libró la batalla de Blodelsheim, entre Berthold I von Teck, obispo de Estrasburgo y su aliado, Albrecht IV von Habsburg, contra los condes de Ferrette, que son derrotados por el obispo.
Bajo el mismo Federico II, Albin Wolfell o Wölfel, hombre de origen oscuro, que se conoció por sus acciones, fue Landvogt de Alsacia, y elevó a la categoría de ciudades a Schlettstadt, Colmar, Kaysersberg y Mülhausen. Fue llamado Præfectus Alsatiæ y Wolfelino sculpteto Haganoyœ. Fue encarcelado por el Emperador y despojado de sus riquezas. Wolfelinus, scultetus de Hagenowe, figura, en 1215, en una carta del monasterio de Neuburg con Sigfried, minor scultetus. En un diploma dado, en 1227, a la abadía de Saarbrücken, el Rey de Romanos, Enrique, lo llama suus scultetus de Hagenowe. Finalmente, vemos aparecer nuevamente a Wolfelinus, scultetus de Hagenoa, en otro diploma dado por el emperador Conrado IV a la abadía de Neuburg, en 1237.
Berthold de Tannerode, Procurator rerum imperialium in Alsatia, es citado por Conrado IV en el diploma que ratificó, en 1238, el intercambio del feudo imperial de Falkenstein. El propio Berchtold escribió acerca de este intercambio como Frater Bertholdus de Tannerode, curam gerens rerum imperialium, universis, etc. El último de los testigos citados en esta carta es Wolvelinus, scultetus de Hagenoa. Si este personaje es el mismo que el precedente, se debe concluir que ya había perdido el título de Landvogt de Alsacia, pero que había conservado el de Schultheiß de Haguenau. Walther von Falkenstein im Wasgau, Jakob y Ortlieb, sus hermanos, habían vendido por 800 marcos de plata a la abadía de Neuburg, un feudo imperial en Duchendorf y habían ofrecido en intercambio un prado que les pertenecía como alodio. Esta venta fue aprobada por Berchtold von Tannerode y luego por el Rey de Romanos, Conrado, en nombre de su padre Federico II. Finalmente, Berchtold von Tannerode ya había firmado, el año 1232, el diploma por el que el rey Enrique, hermano de Conrado IV, confirmó en Haguenau, la donación del Hospital en el monasterio de Stephansfeld, a la Orden del Espíritu Santo, por el conde Sigebert III von Werd, landgrave de Alsacia.
Durante el período conocido como el Gran Interregno, la autoridad soberana en Alsacia fue transmitida al obispo de Estrasburgo, quien fue investido por el emperador Ricardo. En efecto, cuando este príncipe fue elegido Rey de Romanos, en 1257, el obispo Heinrich III von Stahleck le prestó una ayuda muy activa contra los Staufen, y Ricardo, como recompensa por sus servicios, lo nombró, dos años después, cuando estaba a punto de regresar a Inglaterra, vicario del Imperio en Alsacia, es decir, le confió la administración de esta provincia.
Heinrich III von Stahleck tuvo por sucesor en el obispado y en el Landvogtei de Alsacia a Walter von Geroldseck, quien por el abuso que hizo de su poder, atrajo un odio generalizado. Walter von Geroldseck intentó, después de su elección en 1261, restringir los derechos de los burgueses de Estrasburgo. Esto devino en enfrentamientos bélicos (Bellum Walterianum) entre obispo y ciudadanos. El conde Rodolfo de Habsburgo y otros nobles intervinieron en el conflicto tomando partido contra el obispo, quien perdió la mayor parte de sus posesiones en Alsacia, incluyendo Colmar y Mülhausen. El obispo intentó en vano recuperar la ciudad de Colmar con la fuerza de las armas e involucró a su hermano, Hermann von Geroldseck, Advocatus Alsatiæ. Así, Walter dio la administración del Landvogtei a su hermano Hermann, quien murió después de la batalla de Hausbergen, en 1262, y fuera Landvogt de las tierras ubicadas a lo largo del Rin desde Basilea hasta Selz.
El emperador Ricardo escribió, el 21 de noviembre de 1262, desde Haguenau, a los ciudadanos de Estrasburgo, e hizo referencia al Schultheiß imperial de Hagenawe: «a quien confiaremos el cuidado de nuestra tierra en Alsacia, cuando las ciudades y tierras de la diócesis Estrasburgo, que nos pertenecen en razón de nuestra dignidad real, hayan vuelto a nuestra autoridad.» Por lo tanto, el obispo Walter había retenido, a pesar del emperador Ricardo, el Landvogtei de Alsacia, y con él las ciudades libres situadas en su diócesis; de otra manera, la administración hubiese quedado, como antes, bajo el Schultheiß de Haguenau, si Ricardo hubiese colocado estos territorios nuevamente bajo su poder. Estos hechos pudieron realizarse después de la muerte de Walter.
| Enrique V   | Landvögte                                                        | Blasón | Unterlandvögte         |
| ----------- | ---------------------------------------------------------------- | ------ | ---------------------- |
| 1123        | Hetzel o Heinrich, Advocatus Alsatiæ                             |        |                        |
| Federico I  | Landvögte                                                        | Blasón | Unterlandvögte         |
| 1165        | Rüdiger, Advocatus de Hagenowe                                   |        |                        |
| Federico II | Landvögte                                                        | Blasón | Unterlandvögte         |
| 1212        | Ulrich II, Graf von Pfirt                                        |        |                        |
| 1212        | Otto III von Ochsenstein                                         |        |                        |
| 1220        | Albin Wolfell o Wölfel, Scultetus Hagenoæ & Præfectus Alsatiæ    |        |                        |
| 1237        | Berchtold von Tannerode, Procurator rerum imperialium in Alsatia |        |                        |
| Ricardo     | Landvögte                                                        | Blasón | Unterlandvögte         |
| 1257        | Heinrich III von Stahleck, obispo de Estrasburgo                 |        |                        |
| 1260        | Walter von Geroldseck, obispo de Estrasburgo                     |        | Hermann von Geroldseck |

## Después de la extinción de la dignidad ducal

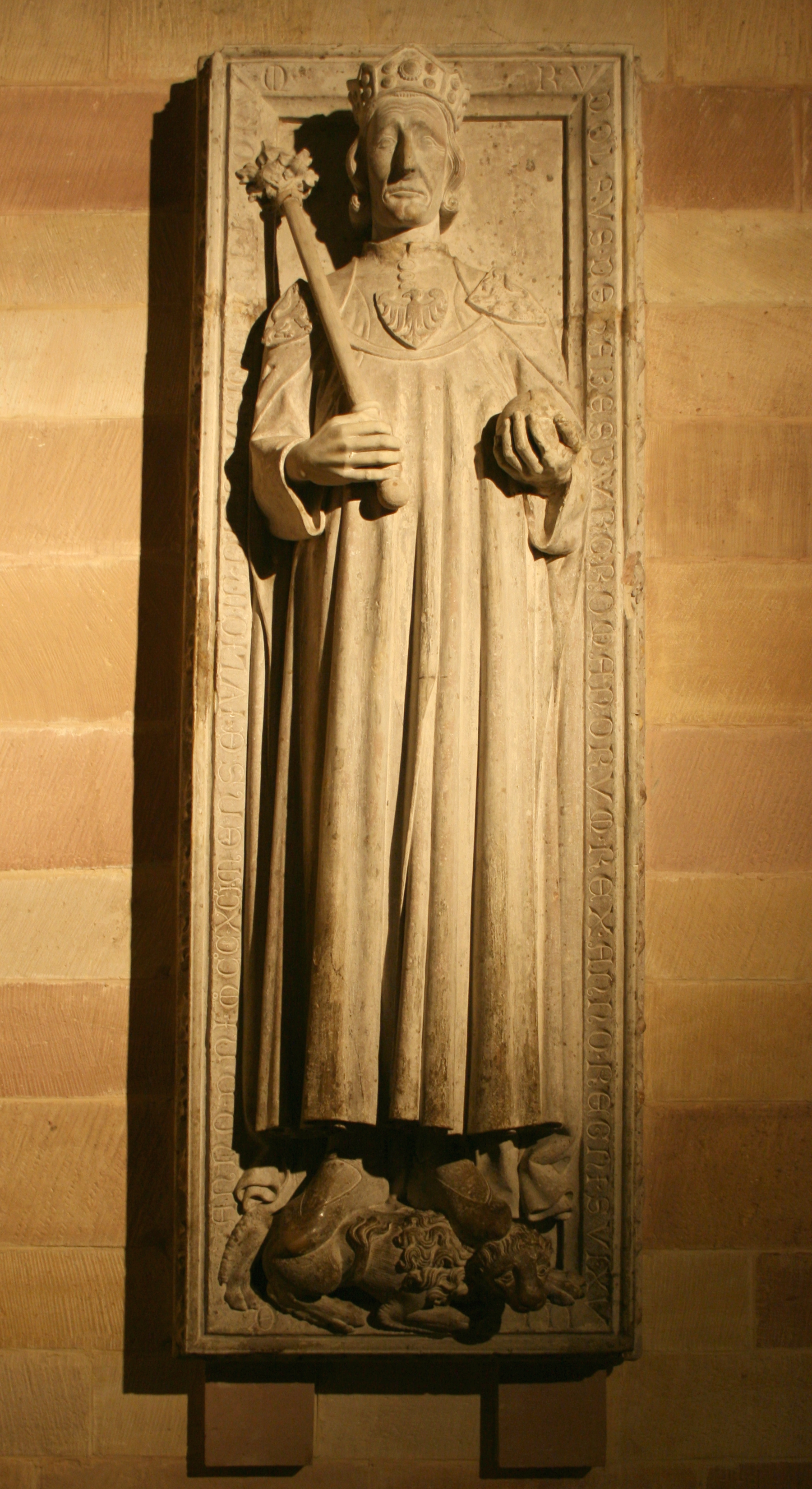
Rodolfo de Habsburgo, creador del Landvogtei de Alsacia.
Lápida en la catedral de Espira, hacia 1285

Cuando Alemania recibió de Rodolfo de Habsburgo una mejor administración, Alsacia se colocó bajo las órdenes de dos Landvögte como en la época del emperador Federico II. En 1274, Konrad Werner III von Hattstatt fue designado Landvogt de Alta Alsacia, y Cuno von Berckheim ocupó el cargo de Landvogt de Baja Alsacia. Ambos recibieron este título en una carta que dio Rodolfo en Estrasburgo a Nikolaus Zorn, en el segundo año de su reinado, y ambos ratificaron con su firma la promesa de fidelidad que hicieron al Emperador. 
En 1277, el 26 de febrero, Rodolfo prohibió a ambos Landvögte percibir el censo feudal sobre los bienes de los burgueses de Estrasburgo. En 1278, en el mes de julio, Heinrich von Isny, obispo de Basilea y ambos Landvögte se unieron en Austria al rey Rodolfo con un ejército, para prestarle ayuda en la guerra que él había emprendido contra Ottokar II Přemysl, rey de Bohemia. La Crónica de Colmar (Annales Colmarienses) añade: «El señor Konrad Werner, Landvogt de Alsacia, llamado de Hattstatt, reunió un cuerpo de tropas de cien hombres de élite, montados sobre corceles enjaezados para la guerra». Al año siguiente, la guerra había terminado, Konrad Werner, Advocatus Alsatiæ, deja al rey, quien por entonces vivía en Viena, y regresa a Alsacia. Konrad Werner estaba casado con Stephanie von Pfirt, hija de Ulrich II, conde de Ferrette, quien murió, en 1276, en el castillo de Pflixburg; fue enterrada en el cementerio del convento dominicano de Unterlinden, en Colmar. Estos mismos Anales nos dejan saber que Konrad Werner von Hattstatt ingresó a la Orden Teutónica, en el castillo de Beuggen, en 1267, y que murió en 1283.
Konrad aún no estaba muerto cuando fue sucedido en el Vogtei por Otto IV von Ochsenstein, hijo de Otto III von Ochsenstein y Kunigunde von Habsburg, hermana del rey Rodolfo I.
En 1284, encontramos otro Vogt de Alsacia, un noble de Hohenstein, hostil a Otto IV von Ochsenstein y a varios otros personajes. Ese mismo año, parte del castillo de Ochsenstein fue sitiada, conquistada y destruida por un noble de Hohenstein, Advocatus Alsatiæ, junto con el obispo de Estrasburgo, Konrad III von Lichtenberg.
Este Hohenstein administra Alsacia, concurrentemente con Otto IV von Ochsenstein, o en su ausencia, pero en todos los casos con opiniones bien diferentes. Otto se vuelve odioso para los alsacianos por los esfuerzos que hizo para complacer a Rodolfo, su tío y su señor. Las grandes exacciones de Rodolfo iniciaron en Colmar un principio de sedición. En 1285, los burgueses de Haguenau expulsaron de su castillo a Otto IV, Landvogt de Alsacia. Al año siguiente, se firmó un acuerdo entre Konrad, obispo de Estrasburgo, Otto IV von Ochsenstein y Federico III, duque de Lorena, en relación con el castillo de Reichshofen y sus castellanos; y otro por el castillo de Eckrich, en el valle de Leberau. 
A la muerte del emperador Rodolfo, su sucesor Adolfo mantiene en sus cargos a los administradores del reino. Confía Alsacia y todos los territorios a la izquierda del Rin a Otto IV von Ochsenstein, y todo lo que se encuentra a la derecha, al conde de Katzenelnbogen. En 1292, Adolfo recomienda a Otto, por cartas fechadas en Haguenau, el cuidado de los religiosos de Saint-Marc y otorga privilegios a la abadía de Neuburg. Otto IV de Ochsenstein, Advocatus provinciali Alsatiæ, estuvo dedicado a los intereses de Adolfo y puso de nuevo bajo la autoridad del mismo, ya sea por tratados o por las armas, a la ciudad de Colmar y al castillo de Ortenberg, para cuyo asedio hizo construir la torre vecina de Ramstein.
Tuvo por Unterlandvogt a Cuno von Berckheim, quien atacó al obispo Konrad III von Lichtenberg y a los ciudadanos de Estrasburgo. Durante la guerra que sostuvo Adolfo, en 1293, contra Colmar y los nobles de Rappoltstein, Otto IV, que había devastado el valle de Urbis, envió a Cuno von Berckheim al valle de Münster contra la gente de Weier im Thal, súbditos del señor de Rappoltstein, y contra el cual también se habían levantado los munsterianos.
En la disputa que mantenían Adolfo y Alberto I por la corona del Imperio, Otto IV von Ochsenstein decidió apoyar nuevamente las pretensiones de la Casa de Habsburgo.   
Otto IV es entonces reemplazado por Theobald von Pfirt, instituido, en 1292, por el emperador Adolfo, cuando este príncipe se disponía a descender el Rin para prestar apoyo al Rey de Inglaterra contra Francia. Los Anales y la Crónica de Colmar relatan que Theobald, en interés de su señor, guerrea continuamente contra el conde de Friburg, el obispo de Estrasburgo y otros vecinos, y que lo llaman de manera indistinta Advocatus terræ, Advocatus imperii, Advocatus Alsatiæ y Præfectus imperialis Alsatiæ. 
Cuando Adolfo fue muerto en la batalla de Göllheim, Alberto I pone a Johannes von Lichtenberg, sobrino del obispo de Estrasburgo, al comando de Alsacia. Otto IV Ochsenstein había muerto en esa misma batalla, sofocado por su armadura, siendo portaestandarte de Alberto I de Habsburgo. 
Johannes von Lichtenberg gobierna Alsacia durante todo el reinado de Alberto I. El 1 de abril de 1300, Alberto ordena a Johannes von Lichtenberg, Advocatus Alsatiæ, y a Friedrich von Hüneburg, Schultheiß de Colmar, otorgar protección a la abadía de Pairis. El 11 del mismo mes, le escribe nuevamente para solicitar protección para la abadía de Alspach. En 1302, Alberto I confiere, a título de prenda, los pueblos de Westhofen y Ballbronn a Johannes von Lichtenberg, por 1.000 marcos de plata. En 1307, Johannes von Lichtenberg, puso su sello (Reitersiegel) a un acuerdo firmado, el 9 de julio, entre Hugo Ritter von Herrenstein, y las ciudades de Zabern y Estrasburgo.
Le sucede su hermano, Sigibodo II von Lichtenberg, obispo de Espira, quien presta el juramento de fidelidad, el 7 de mayo de 1308, en la ciudad de Haguenau. Tuvo por Unterlandvogt a Heinrich von Fleckenstein.
Dos años después aparece Gottfried, conde de Leiningen. El 20 de septiembre de 1310, el emperador Enrique VII, estando en Colmar, otorgó en carácter de prenda, el bosque de Haguenau a Gottfried von Leiningen, Advocatus per Alsatiam. El 2 de enero de 1313, el Emperador le ordenó la recompra de los bienes del Imperio pignorados en la extensión del territorio colocado bajo su mando. El Unterlandvogt de  Gottfried, Friedrich von Wangen, dio el mismo año, la exención del censo feudal a la ciudad de Colmar.
Cuando Luis IV de Baviera y Federico de Austria se disputaron el Imperio, Alsacia vaciló entre estos dos candidatos, y el Landvogtei les perteneció de manera alternada.
Sin embargo, la autoridad de Federico prevaleció durante los ocho años que precedieron a la batalla de Mühldorf. El 30 de abril de 1315, durante su estancia en Colmar, Federico de Austria nombró a Otto V von Ochsenstein, Landvogt de Alsacia. Otto ya era Landvogt del Ortenau desde la muerte de Adolfo de Nassau, y en 1318, reunió al Landvogtei de Alsacia el Landvogtei del Speyergau que estaba sujeto al poder de Federico.
Pero cuando Federico fue vencido y tomado prisionero en 1322, las ciudades imperiales de Alsacia, que habían tomado partido por él, aceptaron como Landvogt, en nombre de Luis, a Albrecht Hummel von Lichtenberg, caballero originario de Großbottwar, en Suabia.
La administración de Hummel von Lichtenberg fue corta en Alsacia. Luis de Baviera fue excomulgado en 1324, y Alsacia fue sometida a la autoridad del duque Leopoldo, hermano del emperador prisionero Federico. Hummel fue sucedido por Ulrich, landgrave de la Baja Alsacia, quien tenía la consideración de Luis de Baviera. Pero Leopoldo se constituye en Landvogt y nombró al margrave Rudolf IV von Baden-Pforzheim como su Unterlandvogt.
En 1326, Otto V von Ochsenstein fue nombrado nuevamente Landvogt de Alsacia por el emperador Federico, quien ya liberado de su cautiverio, compartió el Imperio con Luis de Baviera. En efecto, Otto V von Ochsenstein restablece, en nombre de Federico y con la participación de Rudolf von Baden, la paz entre las ciudades de Estrasburgo y Offenburg. El 4 de abril de 1327, en su calidad de Alsatiæ et Spiregoviæ Advocatus, se entiende con Nikolaus Zorn, Schultheiß de Estrasburgo, para reconciliar a la ciudad con el obispo de Estrasburgo.
Después de Otto V, Rudolf von Ochsenstein, canónigo de Estrasburgo, Johannes y Ottemann, sus hermanos, fueron nombrados Vögte de Alsacia, el 7 de febrero de 1328.
Durante este tiempo, Albrecht Hummel von Lichtenberg había permanecido en la corte de Luis de Baviera, donde llevaba el título de mariscal (Mareschallus noster). A la muerte del emperador Federico, Albrecht llega a Alsacia como Landvogt. En efecto, el emperador Luis le escribe, en 1330, como nobilis vir Humelis de Lichtenberg, advocatus provincialis, una carta para recomendar protección al monasterio de Königsbrück.
El mismo año, sin embargo, fue sucedido por el conde Ulrich von Württemberg, creado Landvogt de Alsacia y Suabia.
En 1331, Otto, duque de Austria, hermano del emperador Federico III, quien había muerto el año anterior, pide en calidad de vicario del Imperio (Vicarius imperii) y de Landvogt, que las ciudades imperiales de Alsacia gocen en paz de sus derechos y privilegios.
En 1332, Rudolf II, conde de Hohenberg, Vogt de Alsacia, forjó una alianza con el obispo de Estrasburgo, los nobles de Lichtenberg y la ciudad de Haguenau contra el castillo de Altwindstein.
En 1336, Hugo I, conde de Hohenberg, hermano de Rudolf, hizo la guerra en Alsacia, en nombre del emperador Luis; aliado a las ciudades imperiales de Haguenau, Colmar, Oberehnheim, Schlettstadt, Rosheim y Mühlhausen lucharon contra Juan I, rey de Bohemia, y forzaron la rendición de Kaysersberg, que había sido dada en carácter de prenda a este rey. Hugo estaba casado con Ursula von Pfirt, hija menor de Ulrich III, último conde de Ferrette, y se puso de acuerdo con ella, en 1337, para renunciar, en presencia del emperador Luis, a todos sus derechos sobre el condado de Ferrette, en favor de Johanna, su cuñada, y de su marido Alberto II, duque de Austria. Hugo ya era Landvogt de Alsacia, cuando el 16 de mayo de 1336, el emperador Luis certificó que pagaría a sus sobrinos, los condes palatinos Rodolfo y Ruprecht, en el plazo de dos años, la suma de 2.000 marcos de plata, a tomar del censo imperial exigido en Alsacia, y para ello dio el Landvogtei como prenda. Por este acto, autorizó por otro lado a constituir al conde Philipp von Sponheim, como Unterlandvogt. También el bosque de Haguenau fue dado en carácter de prenda al Elector palatino, Rodolfo, por 6.000 Pfund Heller.
El 21 de febrero de 1338, Albrecht V, conde de Hohenberg, canónigo de Estrasburgo y canciller del emperador Luis, y hermano mayor de Rudolf II y Hugo I von Hohenberg, firmó como Landvogt de Alsacia, en Colmar, una carta de Landfrieden con Johann I von Hallwyl, Landvogt austríaco en Sundgau, Alsacia y Breisgau, Rudolf von Andlach, Vídamo (vice-dominus) del obispo de Estrasburgo, el conde Walraf von Thierstein, Vogt del obispo de Basilea, el abad de Murbach y las ciudades Breisach, Neuenburg y Rheinfelden. El 19 de mayo de 1338, en Colmar, el obispo Berthold de Estrasburgo, el conde Albrecht V von Hohenberg, Landvogt de Alsacia, Johann I von Hallwyl, Landvogt austríaco en Sundgau, Johannes Ulrich vom Haus, Vogt austríaco en Ensisheim, Konrad Werner, abad de Murbach,  Johannes V y Anselm IV von Rappoltstein y la Decápolis se unen para reprimir la persecución a los judíos (Armledererhebung) en Alsacia durante la Peste Negra. El 16 de octubre de 1340, en la asamblea general celebrada en Colmar, Albrecht fue designado mediador en la disputa entre Friedrich von Illzach, Schultheiß de Mülhausen, el Consejo, el patriciado, por un lado y los ciudadanos de Mülhausen por el otro. Durante el tiempo que se desempeñó como Landvogt, fue enviado por el emperador Luis IV, en misión diplomática, ante el Papa en Aviñón, los reyes de Francia e Inglaterra y el duque de Austria. Finalmente, entró al servicio del Papa, quien le dio el obispado de Freising; Albrecht V von Hohenberg, murió el 25 de abril de 1359, en Stein am Rhein.
En 1341, Esteban II, duque de Baviera, administraba el Landvogtei, cuando el emperador Luis IV, su padre, dio cartas de protección (Schutzbriefe) a la abadía de Murbach.
En 1344, los hermanos Ludwig y Friedrich, condes de Oettingen, en calidad de landgraves y Landvögte, adhieren a la alianza común de los Estados de Alsacia. Tuvieron por sucesor a Gerwig Gusse von Gussenberg, caballero, quien, en 1346, ocupó el cargo de Landvogt.
Bajo Carlos IV empezamos a ver el puesto de Unterlandvögte en Alsacia con más frecuencia que en el pasado, hecho que acabó convirtiéndose poco a poco en un hábito. Al comienzo del reinado de este príncipe, Johannes von Lichtenberg, decano de Estrasburgo, aparece solo como vicario imperial de Alsacia y el Sundgau, y su autoridad era tal que podía conceder nuevos derechos a las ciudades imperiales, en nombre del Emperador.
Pero apenas Carlos IV consolidó su poder en Alemania, comenzó a empeñar todas las utilidades de Alsacia a sus servidores. El Landvogtei también fue empeñado; ya que, en 1347, el Emperador escribió a su suegro, el palatino Rodolfo, para permitirle retirar este Vogtei de las manos de Johann II von Finstingen, al precio de 6.000 marcos de plata; recomprar por 1.400 marcos, a Friedrich von Teck, el cargo de Schultheiß de Haguenau y el Bosque Santo (Heiliger Forst) con todos los monasterios que contenía; finalmente, pagar 1.000 marcos a Burkard Münch von Basel, para volver a entrar en posesión de Kaysersberg y Pflixburg, del valle de Münster y Türckheim. El Emperador añadió a esta autorización la condición que, si Rodolfo moría sin descendencia masculina, Anna, su hija, esposa de Carlos IV, le sucedería en este contrato de prenda, y que, si la misma Anna moría sin descendencia, volverían al Imperio libres de todos los cargos; si, al contrario, nacían hijos varones, tanto a Rodolfo como a Anna, todo Emperador podría recomprar por 6.000 marcos, todas las oficinas y bienes mencionados. Haguenau resistió este compromiso, y Rodolfo, para vencer a su negativa, imploró la ayuda de Estrasburgo, por cartas fechadas en Neustadt, el 27 de julio de 1347. También Carlos IV envió desde Aquisgrán, a los burgueses de Haguenau la orden de obedecer a Rodolfo.
Sin embargo estos rescates no tuvieron lugar. Rodolfo y Anna murieron sin niños; ambos en 1353. Rodolfo se titulaba vicario del Imperio en Alsacia y el Rin, y dejó a su hermano Ruprecht I su Electorado y su vicaría.
En 1349, Johann II von Finstingen, Præses Alsatiæ, sofocó en Mülhausen una sedición que había estallado contra los nobles que acababa de excluir de la administración, y, el 5 de junio, entró en la alianza que hicieron contra los judíos los Estados de Alsacia y el Breisgau.
Johann II von Finstingen tuvo por sucesor a Hugo, conde de Hohenberg, quien fue instituido el 30 de octubre de 1350. Dos años después, Hugo von Hohenberg, en conexión con el conde palatino Rodolfo, declararon la carta de Landfrieden extinta, porque la ciudad Estrasburgo, con su obispo, no quería desistir de un derecho convencional frente a las otras ciudades imperiales. Carlos IV, estando presente en Haguenau (desde el 16 de octubre hasta el 13 de noviembre de 1353), ratificó a Hugo de Hohenberg, Præses. 
Hugo tuvo por Unterlandvogt a Stanislaus von der Weitenmühlen, según un diploma que Carlos IV, dio, en 1354, a la abadía de Weißenburg. Hugo von Hohenberg murió el 26 de mayo de 1354. 
Luego, Hugo von Dirmstein fue instituido en el cargo ese mismo año, al igual que Ruprecht I, Elector palatino, en calidad  de Vicarius imperii y Landvogt.
En 1356, Burchard XII, Burgrave de Magdeburgo, Landvogt de Alsacia, transmitió a los ciudadanos de Estrasburgo una ampliación de la Bula de Oro de Carlos IV, sobre los derechos de la ciudad (Pfahlburger), invitándolos a cumplirla.
Su Unterlandvogt, Stanislaus von der Weitenmühlen, los nobles de Ochsenstein, las ciudades de Estrasburgo, Haguenau y Weißenburg, quienes habían tomado e incendiado las ciudades fortificadas de Selz y Hagenbach por orden del Emperador, hicieron, en la víspera del Pentecostés de 1357, un tratado de alianza mutua contra aquellos que asumieran la causa de ciudades quemadas.
En 1357, Rodolfo IV, duque de Austria, landgrave de la Alta Alsacia, recibió del emperador Carlos IV el Landvogtei de Alsacia. Las cartas por las cuales prometió fidelidad al Emperador y protección a las ciudades imperiales, fueron fechadas en Ensisheim, el 28 de octubre de ese año. Fue en esta época que él se apoderó Colmar, en nombre del Emperador, y que hizo arrasar, en su calidad de imperii in omni Alsatia vicarius, las casas de algunos burgueses. Al año siguiente se titula a sí mismo como Landvogt del Sacro Imperio Romano en Alsacia.
Rodolfo IV, duque de Austria tuvo tres Unterlandvögte durante los tres años que administró Alsacia. Fueron un noble de Biber, Ulmann von Pfirt y el duque Friedrich III von Teck. Ulmann von Pfirt es mencionado como Unterlandvogt en un tratado de alianza, en 1359, entre las ciudades de Alsacia. El mismo año arbitró entre el obispo, la ciudad de Estrasburgo y el señor de Lichtenberg por un lado, y las ciudades de Haguenau, Weißenburg y Mülhausen por otro, una tregua que pronto se convirtió en una paz definitiva. En 1366 tomó el título de Landvogt de Alsacia, a pesar de que no llevó a cabo las funciones.
El 3 de septiembre de 1359, el duque Friedrich III von Teck, Landvogt de la Alsacia austríaca y, al mismo tiempo Unterlandvogt imperial, propició en Schlettstadt, la fima de una carta de paz entre los burgueses de esta ciudad y el escudero Johann von Wittenheim. Al año siguiente cayó en desgracia con el emperador Carlos IV, y fue despojado de su cargo y otros beneficios imperiales que gozaba en Alsacia y en Suabia; pero poco después fue restituido en sus oficinas a petición de Rodolfo IV, duque de Austria.
En 1360, Burchard XII, Burgrave de Magdeburgo, es nombrado nuevamente Landvogt de Alsacia; Stanislaus von der Weitenmühlen fue su Unterlandvogt. Carlos IV escribió una carta, fechada en Praga, el 22 de marzo de ese año, a los alsacianos, donde les ordena obedecer en todo a Burchard. El 13 de abril de 1360, Burchard es mencionado en la carta de paz firmada en Erstein, entre el obispo, la ciudad de Estrasburgo y otras ciudades de Alsacia; Stanislaus von der Weitenmühlen aparece como Schultheiß de Haguenau.
Carlos IV escribió desde Núremberg, el 19 de julio de 1360, a la ciudad de Estrasburgo, para que prestara ayuda a Stanislaus contra el señor de Fleckenstein y el sobrino de éste, Heinrich von Hunsingen, quienes habían invadido algunos pueblos imperiales. El mismo día del año siguiente, Carlos ordenó desde Praga a Stanislaus y a las ciudades de Alsacia pagar a los condes de Oettingen, 6.000 Gulden, a tomar del censo imperial. El 25 de mayo de 1362, Stanislaus, Unterlandvogt de Alsacia, formó parte del tratado de alianza que hicieron en Colmar los Estados de Alsacia contra los ingleses.
Wenzel I, duque de Luxemburgo, Limburgo y Brabante, medio hermano del emperador Carlos IV, vicario del Imperio en Alsacia, y constituido Vogt de la paz pública en el Rin, prestó, en 1367, juramento de protección a las ciudades de Alsacia. El 21 de junio del mismo año, Wenzel I, encontrándose en Estrasburgo, invistió, en nombre del Emperador, a Hans von Schäffolsheim, caballero, con los pueblos de Innenheim, Ergersheim y Odratzheim.
Johann von Vestenberg, Unterlandvogt, recibió del emperador Carlos IV la orden de que no se infringiera el privilegio que había recibido el Elector palatino y que declaraba a sus súbditos liberados de la jurisdicción del tribunal provincial de Haguenau.
En 1370, Stanislaus von der Weitenmühlen, Unterlandvogt, arbitró una tregua entre la familia Zorn y los otros propietarios de los pueblos de Illkirch, Grafenstaden e Illwickersheim, dejando decidir al Emperador sobre el fondo del juicio. Stanislaus es mencionado en una carta como Styslas de Amplo Molendino, miles, advocatie vicarius generalis in Alsacia, illustrissimi principis et Dom. Karoli, Bohemie Regis ac Romani imperatoris. 
El 12 de mayo de 1371, Carlos IV escribió desde Praga, en nombre de su hermano y él mismo, a Ulrich von Finstingen, Unterlandvogt de Alsacia, y a las ciudades que dependían de este Landvogtei, para que se unieran al conde Eberhard II von Württemberg, Landvogt de Suabia inferior, al obispo y a la ciudad de Estrasburgo, para combatir a los ladrones y a los enemigos de la paz pública. Stanislaus von der Weitenmühlen debía ser el portaestandarte del Imperio.
El mismo año, el 5 de octubre, Alberto III, duque de Austria, y su hermano Leopoldo III fueron nombrados simultáneamente Landvögte por Carlos IV. Tuvieron por Unterlandvogt a Walter von der Dick, Herr in Spesburg, y después a Rudolf von Walsee. Este último era el Landvogt austríaco de Sundgau, Alsacia, Breisgau, Suabia, Thurgau y Aargau. Fue él quien, en 1372, hizo la guerra de Herlisheim a las ciudades que le eran hostiles.
Más tarde el Vogtei de Alsacia vuelve a Wenzel I, duque de Luxemburgo, Limburgo y Brabante, y a Ulrich von Finstingen. Hacia 1375, este último recibió de Wenzel la orden de reclamar a la ciudad de Estrasburgo la liberación de algunos nobles ingleses que había hecho prisioneros, y escribió a la ciudad para este fin, después de haber enviado a Johann von Hohenstein y Stanislaus von der Weitenmühlen. El 5 de mayo de 1378, el duque Wenzel I von Luxemburg y Ulrich son mencionados junto con la Decápolis de Alsacia, en la constitución de la paz pública hecha por el emperador Carlos IV. 
En 1380, figuran de nuevo entre los firmantes del acta de pacificación de Estrasburgo. Entonces Wenzel prometió dar todos los años al monasterio de  Alspach dos carros de vino de sus ingresos en Kaysersberg. Dos años después, Juan I, duque de Borgoña, escribió a Ulrich von Finstingen, vicarius generalis imperii in Alsatia, a propósito de la guerra que había hecho a Jean de Vergy.
A la muerte de Wenzel I, el emperador Wenceslao confió el Landvogtei de Alsacia a Volmar von Wickersheim, quien fue instituido el 6 de julio de 1384. Dos años después, es nombrado en una carta que el Emperador escribió a la ciudad de Estrasburgo.
Pero, en 1386, Wenceslao, en una carta que dio a los ciudadanos de Estrasburgo, en relación con los judíos proscritos por él en Colmar y otros lugares, hizo mención de Stanislaus von der Weitenmühlen y su hijo Dietrich como sus Landvögte en Alsacia.
En 1390, a fines de mayo, Rudolf von Wattweiler, abad de Murbach, fue investido de estas funciones. Al año siguiente, convino con Friedrich II von Blankenheim, obispo de Estrasburgo, y las ciudades imperiales de Alsacia, no aceptar los deniers de Estrasburgo no aprobados. El 11 de agosto del año siguiente, este Landvogt entró en la confederación de los Estados de Alsacia contra el tribunal provincial, y el 21 firmó otro tratado contra las redes delictivas. Existe una carta de Jobst de Moravia, escrita en Praga, el día de la Dispersión de los Apóstoles, sin indicación del año, por la cual pidió a la ciudad de Estrasburgo asistir con asesoramiento y milicias a Rudolf, unsern Landvogt, en la administración del Vogtei de Alsacia, y en especial contra los nobles de Fleckenstein, que habían asolado los pueblos imperiales del Ried.
En la historia de la guerra que estalló entre la ciudad de Estrasburgo y el obispo Friedrich II von Blankenheim, en 1391, Bořivoj von Swinar (también Borzywoj, Borziboy) es mencionado como Landvogt de Baviera, Suabia y Alsacia. La misma historia lo presenta como un hombre agradable, pero como un extranjero (era originario de Bohemia) que abusó de su posición para servir su interés particular. En el acta de alianza, escrita el 20 de septiembre de 1392, contra la ciudad Estrasburgo, condenada a la proscripción por el Imperio, es calificado como Worsiboy von Swinar... Houptmann u. Landvogt zu Beyern, zu Swaben u. yn Elsassen. Todavía llevaba este título en 1393, cuando convino con el obispo de Estrasburgo y la ciudades imperiales aceptar durante diez años los deniers de Estrasburgo.
Bořivoj, tuvo por Unterlandvogt a Habart von Hertenberg, caballero, quien, en 1393, acordó con cinco nobles de Alsacia terminar un juicio de la abadía de Hohenburg, sobre su inmunidad en las ciudades imperiales de Alsacia, Oberehnheim y Rosheim. Al año siguiente, el emperador Wenceslao invitó a los ciudadanos de Estrasburgo a entregar a Habart von Hertenberg, Underlantvogt zu Elsassen, prisionero de Hamann, der Jüngere, von Bitsch.
El 3 de septiembre de 1394, el emperador Wenceslao escribió a las tres ciudades del Reichsvogtei de Kaysersberg y a Mülhausen para informarles que había dado en carácter de prenda a su primo, Jobst, margrave de Moravia, el Vogtei de Alsacia, con el poder de nombrar un Unterlandvogt. Jobst, por cartas fechadas en Brünn, el mismo año, impidió a las ciudades de Alsacia pagar el impuesto debido al Vogtey a Bořivoj o cualquier persona que no presentase un recibo firmado de su mano.
El mismo año, 1394, el emperador Wenceslao, por cartas fechadas en Praga, dio por un año la administración del Landvogtei al conde Emich von Leiningen, tanto en su nombre y el de Bořivoj von Swinar, y al comienzo del año siguiente, Emich prestó el juramento acostumbrado en Haguenau. Asimismo, fue instituido por el Emperador Landvogt de la paz pública, y el 13 de octubre de 1395, firmó en calidad de tal una nota reversal como Lantvogt in  Eilsass.
Cuando terminó el año de administración de Emich, fue investido el conde Simon III Wecker von Zweibrücken-Bitsch. Presentó sus cartas de nominación a las ciudades de Mülhausen y Türckheim, el 16 de septiembre de 1395, y reconoció ser nombrado Vogt por el emperador Wenceslao y Jobst, margrave de Moravia. Al año siguiente, Wenceslao ordenó a Alsacia reconocerlo en calidad de tal. Este cargo volvió poco después a Bořivoj von Swinar, y en 1397, el Emperador felicitó a las ciudades de Alsacia por haberlo elegido custodio de la paz que acababa de ser promulgada. El 22 de junio del año siguiente, el Emperador, estando en Frankfurt, pidió a las ciudades de Alsacia que enviaran a Bořivoj a Núremberg, y les ordenó a obedecer durante la ausencia de este último a Dietrich von der Weitenmühlen.
Dietrich, hijo de Stanislaus von der Weitenmühlen, era entonces el Unterlandvogt de Alsacia. El 25 de abril de 1398, comprometió a las ciudades de Alsacia a suscribir a la fórmula de la paz pública, y en su carta tomó título de Lantfogt in Eilsass, aunque solo era el Unterlandvogt.
En 1399, el conde Friedrich von Leiningen fue recibido por Mülhausen como Landvogt, en nombre del Emperador y el Imperio; al año siguiente provocó en calidad de tal una transacción entre Johannes, Herr von Lichtenberg, y la ciudad de Haguenau.
Finalmente, el 9 de agosto de 1400, Dietrich von der Weitenmühlen fue nombrado Landvogt; por notas reversales del 24 de agosto, reconoció que Mülhausen le prestó el juramento de fidelidad. Bajo el emperador Roberto, el Palatino, se retiró a Bohemia, exhortando a Alsacia a permanecer fiel a Wenceslao.
Roberto, sucesor de Wenceslao, nombró como sucesor de Dietrich, a Schwarz-Reinhard von Sickingen, y el 26 de noviembre de 1400, ordenó a Mülhausen  prestarle juramento en calidad de tal.
El mismo Reinhard escribió a Mülhausen, el 20 de marzo del año siguiente, que iría a visitar la ciudad como Landvogt imperial de Alsacia. Existen cartas fechadas en la víspera del Pentecostés de 1401, por las cuales confirmó las libertades de la ciudad de Türckheim. El 21 de julio de 1405, acordó darle a la ciudad de Münster un privilegio en nombre del Emperador.     
| Rodolfo I            | Landvögte                                      | Blasón | Unterlandvögte                         |
| -------------------- | ---------------------------------------------- | ------ | -------------------------------------- |
| 1274                 | Konrad Werner III von Hattstatt                |        |                                        |
| 1274                 | Cuno von Berckheim                             |        |                                        |
| 1281                 | Otto IV von Ochsenstein                        |        |                                        |
| 1284                 |                                                |        | N. von Hohenstein                      |
| Adolfo               | Landvögte                                      | Blasón | Unterlandvögte                         |
| 1293                 |                                                |        | Cuno von Berckheim                     |
| 1297                 | Theobald von Pfirt                             |        |                                        |
| Alberto I            | Landvögte                                      | Blasón | Unterlandvögte                         |
| 1299                 | Johannes, der Ältere, Herr von Lichtenberg     |        |                                        |
| 1308                 | Sigibodo II von Lichtenberg                    |        | Heinrich von Fleckenstein              |
| Enrique VII          | Landvögte                                      | Blasón | Unterlandvögte                         |
| 1310                 | Gottfried, Graf von Leiningen                  |        |                                        |
| 1313                 |                                                |        | Friedrich von Wangen                   |
| Luis IV/Federico III | Landvögte                                      | Blasón | Unterlandvögte                         |
| 1315                 | Otto V von Ochsenstein                         |        |                                        |
| 1322                 | Albrecht Hummel von Lichtenberg                |        |                                        |
| 1324                 | Ulrich Graf von Werd                           |        |                                        |
| 1325                 | Leopoldo, duque de Austria                     |        | Rudolf IV, margrave de Baden-Pforzheim |
| 1326                 | Otto V von Ochsenstein                         |        |                                        |
| 1328                 | Rudolf von Ochsenstein                         |        | Johannes / Ottemann von Ochsenstein    |
| Luis IV              | Landvögte                                      | Blasón | Unterlandvögte                         |
| 1330                 | Albrecht Hummel von Lichtenberg                |        |                                        |
| 1330                 | Ulrich III Graf von Württemberg                |        |                                        |
| 1331                 | Otto, duque de Austria, Vicarius imperii       |        |                                        |
| 1332                 | Rudolf II Graf von Hohenberg                   |        |                                        |
| 1336                 | Hugo I Graf von Hohenberg                      |        |                                        |
| 1338                 | Albrecht V Graf von Hohenberg                  |        |                                        |
| 1341                 | Esteban II, duque de Baviera                   |        |                                        |
| 1344                 | Ludwig X / Friedrich II Grafen von Oettingen   |        |                                        |
| 1346                 | Gerwig Gusse von Gussenberg                    |        |                                        |
| Carlos IV            | Landvögte                                      | Blasón | Unterlandvögte                         |
| 1347                 | Johannes von Lichtenberg                       |        |                                        |
| 1349                 | Johann II von Finstingen                       |        |                                        |
| 1350                 | Hugo I Graf von Hohenberg                      |        |                                        |
| 1352                 |                                                |        | Stanislaus von der Weitenmühlen        |
| 1354                 | Hugo von Dirmstein                             |        |                                        |
| 1354                 | Ruprecht I, Elector palatino, Vicarius imperii |        |                                        |
| 1356                 | Burchard XII von Querfurt                      |        | Stanislaus von der Weitenmühlen        |
| 1357                 | Rodolfo IV, duque de Austria                   |        | N. von Biber, Ritter                   |
| 1359                 |                                                |        | Ulmann von Pfirt                       |
| 1359                 |                                                |        | Friedrich III von Teck                 |
| 1360                 | Burchard XII von Querfurt                      |        | Stanislaus von der Weitenmühlen        |
| 1365                 | Wenzel I von Luxemburg, Vicarius imperii       |        | Johann von Vestenberg, Ritter          |
| 1370                 |                                                |        | Stanislaus von der Weitenmühlen        |
| 1371                 |                                                |        | Ulrich von Finstingen                  |
| 1371                 | Alberto III / Leopoldo III, duques de Austria  |        | Walter von der Dick, Herr in Spesburg  |
| 1372                 |                                                |        | Rudolf von Walsee                      |
| 1375                 | Wenzel I von Luxemburg, Vicarius imperii       |        | Ulrich von Finstingen                  |
| Wenceslao            | Landvögte                                      | Blasón | Unterlandvögte                         |
| 1384                 | Volmar von Wickersheim                         |        |                                        |
| 1386                 | Stanislaus von der Weitenmühlen                |        | Dietrich von der Weitenmühlen          |
| 1390                 | Rudolf von Wattweiler, abad de Murbach         |        |                                        |
| 1391                 | Bořivoj von Swinar                             |        |                                        |
| 1393                 |                                                |        | Habart von Hertenberg, Ritter          |
| 1394                 | Jobst, margrave de Moravia                     |        |                                        |
| 1394                 | Emich, Graf von Leiningen                      |        |                                        |
| 1395                 | Simon III Wecker, Graf von Zweibrücken-Bitsch  |        |                                        |
| 1397                 | Bořivoj von Swinar                             |        | Dietrich von der Weitenmühlen          |
| 1399                 | Friedrich, Graf von Leiningen                  |        |                                        |
| 1400                 | Dietrich von der Weitenmühlen                  |        |                                        |
| Roberto              | Landvögte                                      | Blasón | Unterlandvögte                         |
| 1400                 | Schwarz-Reinhard von Sickingen                 |        |                                        |

## Período palatino - El Landvogtei bajo la Casa de Wittelsbach (desde 1408 hasta 1558)

### El periodo palatino (1408-1508)
Durante ciento cincuenta años, el cargo de Landvogt permaneció junto a la Casa palatina a título pignoraticio. El emperador Roberto, preocupado por la grandeza de su familia, confió a su hijo mayor, el Príncipe elector Luis, de manera vitalicia, la administración del Landvogtei y varios otros cargos. El 7 de junio de 1408, Luis, encontrándose en Colmar,  dio notas reversales a los ciudadanos de Türckheim, y tres días después, firmó las de los ciudadanos de Mülhausen. El mismo año hizo una alianza con Alsacia. Al año siguiente falló, en calidad de árbitro, en un proceso que había surgido entre el duque Leopoldo de Austria y su Landvogt en la Alsacia Superior, Smassmann (Maximin I) von Rappoltstein.
El Unterlandvogt del Imperio era entonces Schwarz-Reinhard von Sickingen, el mismo que había sido Landvogt. Fue sucedido por Walther von Thann, quien fue instituido el 28 de junio de 1410, día en que dio cartas de protección (Schutzbriefe) a la ciudad de Colmar. El 23 de enero de 1412, el Príncipe elector Luis escribió a las ciudades de Alsacia informando que había elegido por Unterlandvogt al conde Bernhard zu Eberstein.
Las notas reversales que este último dio a los ciudadanos de Mülhausen estaban fechadas el 8 de febrero, las de Türckheim, el 9 de octubre del mismo año.

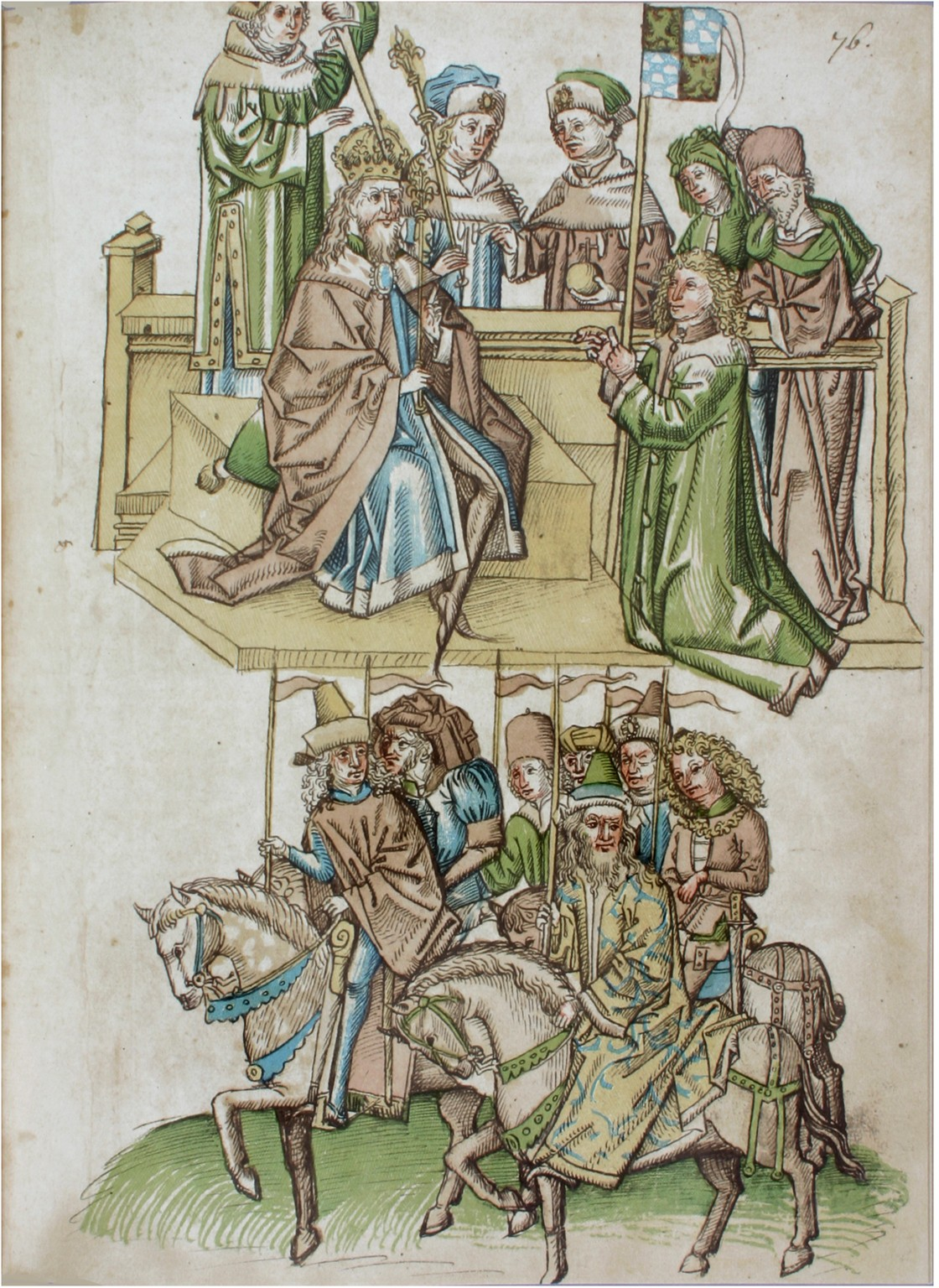
Luis III, Elector del Palatinado (con estandarte) es investido por el Sacro emperador Segismundo Konstanzer Konzilschronik, por Ulrich Richental

En 1413, el Landvogtei con todas las prerrogativas que tenía, incluyendo el tributo imperial pagado anualmente por las ciudades de Alsacia, fue comprometido a Luis, el Barbudo, Elector palatino, por el emperador Segismundo, mediante contrato de prenda, por 25,000 Rheinischer Gulden. Este Landvogtei ya había sido concedido a Luis, de por vida, por Ruprecht; este compromiso extendió la cesión a sus herederos, hasta que se devolviera la suma prestada. La carta por la cual el Emperador anunció esta cesión a las ciudades fue fechada el 27 de noviembre de ese año.
Poco después, Mülhausen pagó a Luis el censo imperial, impuesto que también fue pagado después por las otras ciudades. En 1423, el emperador Segismundo elevó a 50.000 Gulden el precio de recompra.
El cargo de Unterlandvogt fue continuado por el conde Bernhard zu Eberstein. Por orden del Elector Luis, llegó a un entendimiento, en 1413, con las ciudades imperiales de Alsacia para recuperar el castillo de Lützelstein, que había sido tomado por el conde Heinrich von Leiningen, para entregarlo a su legítimo propietario, y al año siguiente terminó, por intermedio de Wilhelm von Falkenstein im Wasgau, Vogt de Ortenberg, un juicio surgido entre el conde Johann von Lupfen y la ciudad de Kaysersberg. El mismo año fue comisionado por el emperador Segismundo para presidir un tribunal arbitral, integrado por diecisiete nobles alsacianos, que tuvieron la tarea de dirimir un pleito sobre el derecho de peaje en Grafenstaden. Este proceso tenía como protagonistas a Nikolaus Bernhard Zorn von Bulach y Walther Erbe, propietarios de este pueblo. La mayoría se pronunció por elevar la decisión del juicio al Emperador, quien tendría que decidir si este tránsito era o no un feudo del Imperio. Segismundo, que estaba en Constanza, supera este diferendo invistiendo con este derecho a los dos contendientes por igual.
En 1415, el mismo Unterlandvogt dio a la ciudad de Colmar, en nombre de Luis, su señor, un recibo por 432 Gulden, que conformaban el importe del censo imperial; al año siguiente, negoció una transacción entre la abadía y la ciudad de Münster. Segismundo hace mención todavía, en 1417, a este Unterlandvogt en el privilegio que dio a la abadía de Ebersheim.
En 1420, el Príncipe elector Luis eleva a su hermano Stefan von Pfalz-Simmern-Zweibrücken al rango de Unterlandvogt de Alsacia, y comunicó esta nominación a las ciudades de Alsacia por una carta que escribió en Heidelberg, el 28 de febrero.
Stefan fue instituido en Haguenau, el 29 de septiembre; el día de San Miguel, dio a Colmar cartas de protección (Schutzbriefe); tres días después, Mülhausen recibió las suyas.
El 29 de abril de 1422, Heinrich VIII Beyer von Boppard, Herr von Castel-Brehain, prestó el juramento de Unterlandvog, el 11 de mayo, dio a Mülhausen sus notas reversales; sus consejeros eran Burchard von Müllenheim, Schultheiß de Haguenau y Heinrich von Ingenheim. El 3 de marzo de 1425, juzgó un proceso que había surgido entre la abadía de Hohenburg y la ciudad de Rosheim, sobre algunos derechos que poseía la corte de Hohenburg en esta ciudad.
Sin embargo, Heinrich Beyer von Boppard dejó el cargo por algún tiempo para dar paso a Friedrich von Fleckenstein; quien el día de la Exaltación de la Santa Cruz en 1424, dio, en calidad de Unterlandvogt, notas reversales a la ciudad de Rosheim.
Pero, por otro lado, Beyer von Boppard había interrumpido la administración del palatino Stefan.
De hecho, en 1425, Stefan regresó a Alsacia, en nombre de su hermano, el Príncipe elector Luis, y, en el mes de diciembre, dio a cada ciudad nuevas notas reversales. En una carta de alianza que el obispo de Estrasburgo hizo ese año con varios nobles de Alsacia, declaró ser el Unterlandvogt de su hermano, por el tiempo que este último determinara.
En 1428, Friedrich von Fleckenstein fue de nuevo investido con este cargo, puso fin, junto a algunos nobles, a un juicio que dividía a la ciudad de Schlettstadt y Hans von Rathsamhausen de Kienzheim, a propósito de una carretera nueva construida desde el Ill hasta el Rin.
El 18 de diciembre de 1429, el palatino Stefan escribió desde Haguenau a Smassmann (Maximin I) von Rappoltstein, para terminar, junto con el conde Bernhard zu Eberstein y Heinrich von Fleckenstein, una disputa que había surgido entre el abad de Münster y Anton von Hattstatt.
En 1431, el mismo Unterlandvogt firmó con su hermano Luis la alianza provincial de los Estados de Alsacia.
En 1433, el 18 de abril, juzgó en persona un proceso que existía entre el capítulo de Haslach y el pueblo de Kirchheim, sobre derechos de la corte de Haslach en este pueblo.
Se hace mención nuevamente a Stefan, Vogt de Alsacia, en un diploma que el emperador Segismundo dio, en 1424, a la abadía de Lüders.
Luis IV del Palatinado, hijo de Luis, el Barbudo, sucedió a su padre, en 1436, en la dignidad de Elector palatino y Landvogt de Alsacia. Al año siguiente, fue a Colmar, el día de San Miguel, y seguidamente a Kaysersberg. Pero, debido a que poseía el Landvogtei a título de prenda, continuó siguiendo las antiguas fórmulas de instalación solemne, y es por ello que Alberto II, sucesor de Segismundo en el Imperio, acreditó de nuevo al Landvogt ante las ciudades de la Decápolis, el 3 de mayo de 1438. A su turno, Luis IV dio a las ciudades nuevas notas reversales, en nombre de Alberto II, después de la muerte de Segismundo, y en seguida en nombre del sucesor de Alberto. A la muerte de Alberto II, Luis invitó a las ciudades a enviar diputados a Heidelberg, bajo reserva de todos sus derechos, y las mismas accedieron a su demanda. En 1442, el emperador Federico III concedió al Landvogt el derecho de conferir durante tres años los feudos imperiales en toda la extensión del Landvogtei.
Cuando Luis IV visita por primera vez las ciudades de Alsacia en calidad de Landvogt, llevó consigo, como Unterlandvogt al conde Emich von Leiningen, con quien tuvo poco después un juicio acerca de la forma en que había cumplido sus funciones.
Emich tuvo por sucesor a Reinhard Ritter von Neipperg, a quien el Elector Luis IV acredita ante las ciudades de Alsacia mediante carta fechada en Dilsberg, el 27 de octubre de 1438. Cuatro días después, Reinhard presta el juramento de costumbre en Haguenau. En 1440, Oberehnheim tramita, a través de su intervención, con la abadía de Hohenburg, acerca de los derechos que esta abadía tenía dentro de los límites de la ciudad. Este mismo Neipperg figura como Unterlandvogt en el tratado de alianza que los Estados de Alsacia hicieron, en 1444, contra los Armagnacs.
En noviembre de 1445, Johann IV Wild- und Rheingraf von Dhaun und Kyrburg, devino sucesor de Reinhard von Neipperg, y al mes siguiente, firmó en calidad de tal las notas reversales para las ciudades de Alsacia. Continuó cumpliendo esta función, después de la muerte de Luis IV, bajo Federico I, el Victorioso.

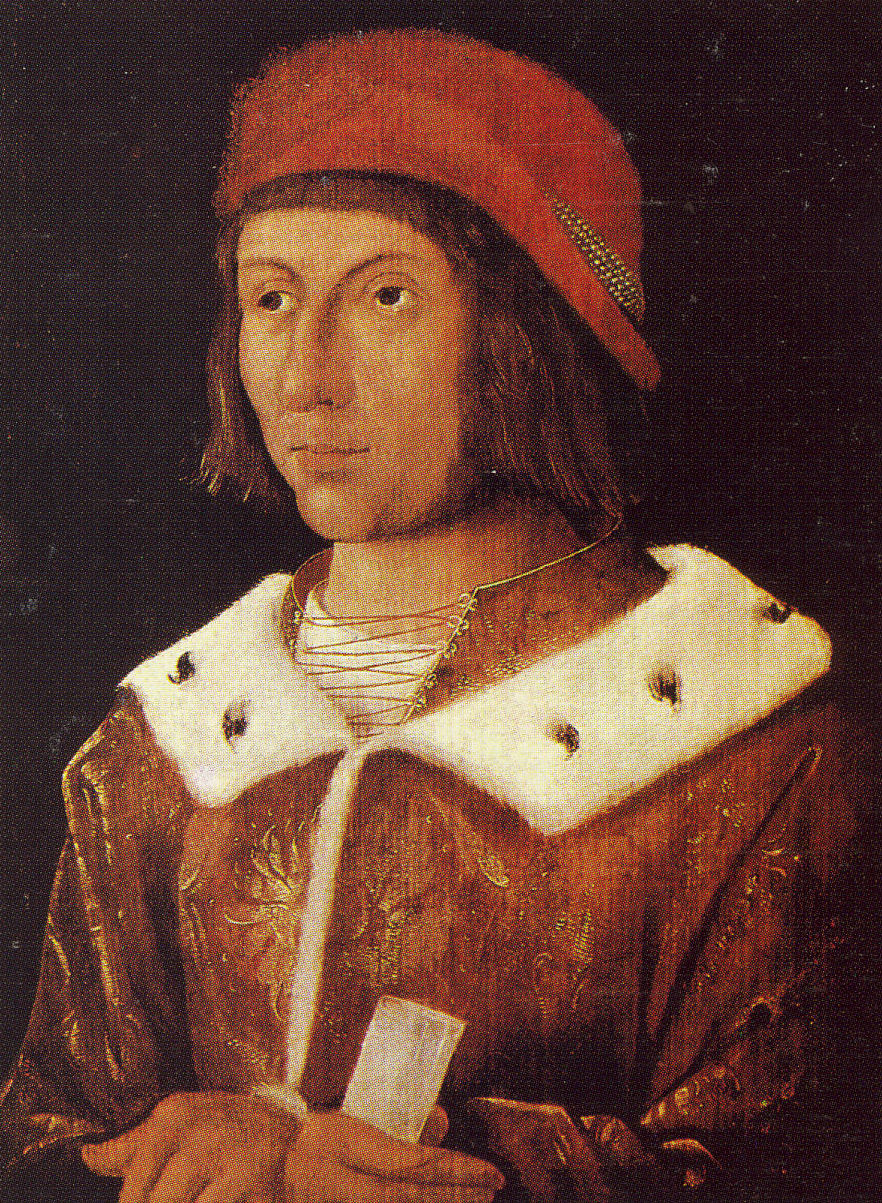
Federico, el Victorioso, Príncipe elector del Palatinado, retrato de Albrecht Altdorfer

En efecto, a la muerte de Luis IV, en 1451, Federico, su hermano, tomó la administración del Electorado y del Landvogtei en calidad de tutor de Felipe, el Justo, su sobrino. El emperador Federico III notifica su advenimiento a las ciudades de Alsacia el 27 de mayo; pero ya el nuevo Landvogt había dado cartas de prenda y convocado a Haguenau a los diputados de las ciudades. En su carta de convocatoria, las invitaba a aceptar las nuevas cartas de prenda del Unterlandvogt, Johann IV Wild- und Rheingraf von Dhaun und Kyrburg. Tres años más tarde, Federico adopta a Felipe, su sobrino y pupilo, con la condición de mantener toda su vida el Electorado y el Landvogtei, que pertenecían a este último por derecho hereditario. Federico, llamado el Victorioso, por su sabiduría y energía, elevó a la Casa palatina al apogeo de su gloria. Dio al mismo tiempo al Vogtei de Alsacia una fuerza que hasta entonces nunca había tenido.
Así, el primero de los Unterlandvögte de Federico fue Johann IV Wild- und Rheingraf von Dhaun und Kyrburg, quien renueva, el día de San Miguel de 1451, las cartas de prenda que ya le habían sido otorgadas bajo Luis IV. El 19 de diciembre de 1456, establece la paz castral (Burgfried) de Wangenburg entre Johann von Wangen y Walther von Thann.
El día de San Juan Bautista del año siguiente, fue sucedido por Peter von Talheim quien, el 28 de febrero de 1458, puso fin a un conflicto que había surgido entre el Vogt de Kaysersberg y esta ciudad, sobre la tala de árboles; su sentencia fue confirmada por el Elector Federico, el Victorioso.
El 23 de noviembre del mismo año, Götz von Adelsheim fue instituido Unterlandvogt en Haguenau. La víspera de San Andrés, el 29 de noviembre, Götz dio a la ciudad de Mülhausen sus cartas de prenda. En 1461, y durante su ausencia, Ludwig von Lichtenberg, tomó en sus manos el Landvogtei de Alsacia, por orden del Elector.
La víspera de San Miguel de 1463, Johann IV Wild- und Rheingraf von Dhaun und Kyrburg,  fue de nuevo investido por el Elector Federico con el cargo de Unterlandvogt bajo las siguientes condiciones: defender hasta el límite de sus fuerzas las iglesias, ciudades y hombres que dependían del Landvogtei; debía garantizar la seguridad de los comerciantes y carreteras sin poder exigir a nadie ninguna recompensa; debía ayudar con celo al recaudador en la percepción de los ingresos del Landvogtei, y derivar al Elector los asuntos más graves. Su salario anual se fijó en alimentos en especias y 200 Silbergulden, y no se le permitía renunciar a su cargo ante nadie que no fuera el Elector. Se le impuso también la condición de vivir en Lützelstein y no en Haguenau, y nunca visitar esta última ciudad salvo por los asuntos más urgentes.
En 1470, el Emperador, devenido enemigo de Federico porque este último había tomado partido contra él y el Papa Pío II en la guerra que había comenzado a propósito de la sucesión del Arzobispado de Maguncia (Mainzer Stiftsfehde), confía el Landvogtei de Alsacia a Luis I, el Negro, duque de Pfalz-Zweibrücken. Pero las ciudades, temiendo la cólera de Federico, jamás reconocerían al nuevo Landvogt, y dos años después, a instancias de la ciudad de Estrasburgo, Luis, el Negro dimite su cargo sin el conocimiento y en contra de la voluntad del Emperador.
Friedrich I von Pfalz-Simmern, había prestado juramento en Haguenau, el 29 de marzo de 1471, como Unterlandvogt de Luis, el Negro.
Por la partida de Luis, el Negro, el Landvogtei quedó en manos del Elector Federico y su Unterlandvogt, Johann IV Wild- und Rheingraf von Dhaun und Kyrburg, aunque Federico había sido proscripto por el Emperador en la Dieta de Ratisbona. Bajo la intervención del Unterlandvogt Johann y de Matthias von Rammung, obispo de Espira, el Elector arriba a un acuerdo, en 1472, con la ciudad de Haguenau, en relación con algunos derechos del Landvogtei que estaban en disputa.
Finalmente, a la muerte de Federico, el Victorioso, en 1476, Felipe, el Justo, su sobrino e hijo por adopción, le sucede en el Electorado y en el Landvogtei. Pero primero había que terminar los diferendos y calmar las quejas. No fue admitido por las ciudades sino diez años más tarde y una vez acreditado ante las ciudades por el Emperador, según con la antigua costumbre. Entonces Felipe anunció su llegada a Alsacia a la cabeza de 350 caballos, y finalmente logró en Haguenau cumplir formalidades impuestas al Landvogt. En 1493, hizo un tratado con el propietario del señorío de Landsberg, sobre los extranjeros que se establecerían en Winzenheim y Niedermorschweier.
El Unterlandvogt de Felipe, el conde Kraft von Hohenlohe und Ziegenhain, presentó sus notas reversales a la ciudad de Schlettstadt el 14 de febrero de 1487, a Mülhausen el 16 y a Türckheim el 17. El mismo año fue árbitro de un juicio que había surgido entre el abad de Weißenburg y Nikolaus von Thann, en relación con algunos derechos que poseía en los pueblos de Warsbach, Oberseebach y Schönenburg y la viuda de Heinrich Holzapfel von Herxheim, entonces casada en segundas nupcias con Nikolaus.
Tuvo por sucesor, en 1493, a Jakob II von Fleckenstein zu Sulz, quien hizo, el año siguiente, con el obispo, la ciudad de Estrasburgo y los condes de Zweibrücken y Hanau, un tratado para castigar y expulsar a los acaparadores de alimentos. Se hizo también mención a este Unterlandvogt en las cartas que las ciudades de Alsacia escribieron al Elector Felipe, en 1504, en relación con la guerra de Baviera.

### El Landvogtei bajo secuestro de los Habsburgo (desde 1508 hasta 1530)

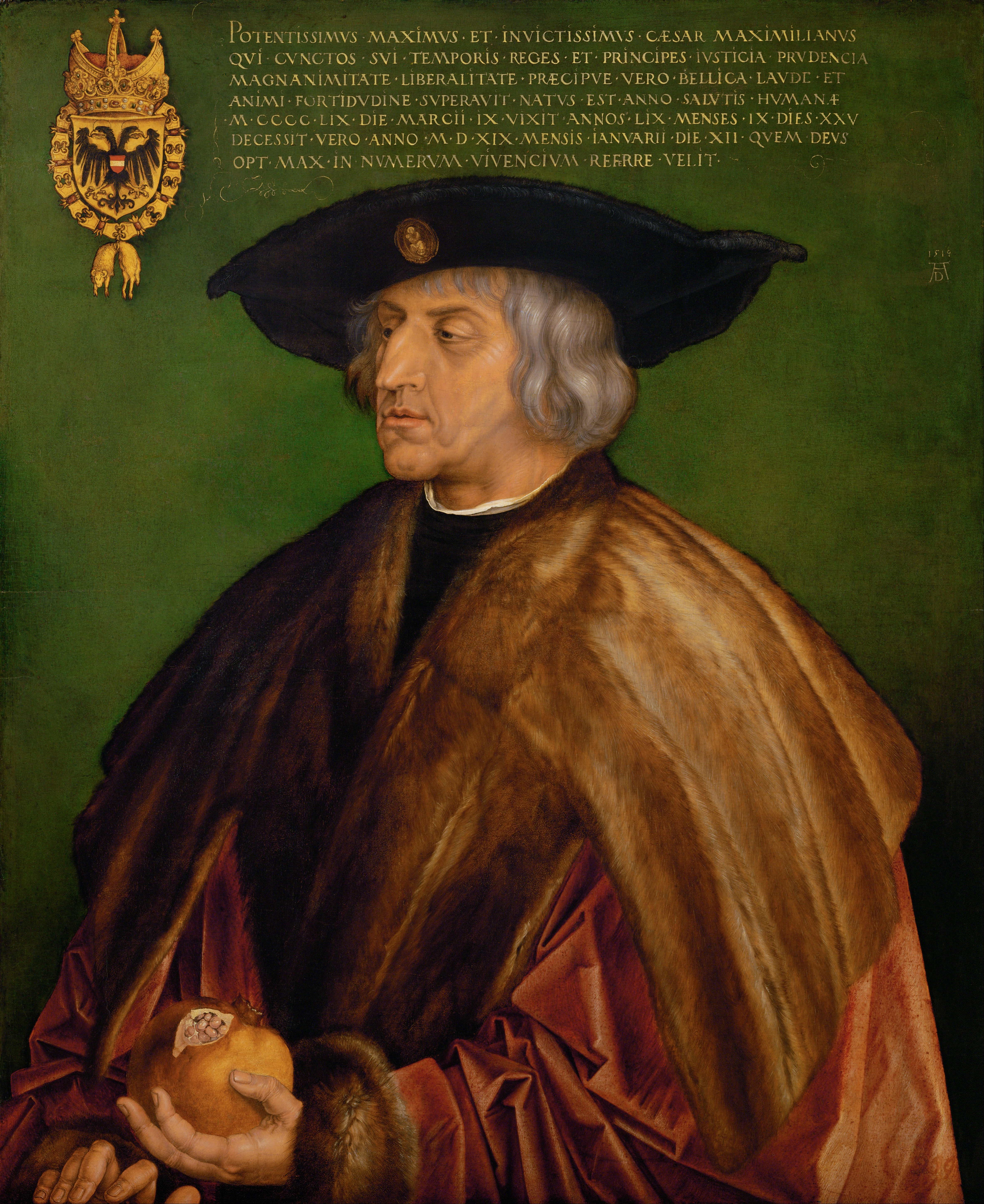
Maximiliano I, por Alberto Durero

Aquí comienza la época fatal para la Casa palatina durante la cual el emperador Maximiliano I le arrebata a Felipe, el Justo, por un juicio solemne y por la fuerza, todas las posesiones del Electorado y el Landvogtei de Alsacia. La ira del Emperador estaba fundada en la ayuda armada que Felipe había dado a su hijo Ruprecht, quien reivindicaba, desafiando la autoridad del Emperador, las tierras de Baviera que había dejado su suegro al morir, Jorge el Rico, y cuya propiedad estaba en disputa. El Imperio le declaró la guerra, padre e hijo fueron proscriptos y los enemigos surgieron de todas las partes. El Emperador escribió a todas las ciudades de la Decápolis de Alsacia y envió a dos consejeros para anunciarles que Felipe estaba proscripto y que había sido despojado de todos los feudos imperiales que poseía. Los consejeros tenían orden de recibir de las ciudades el juramento de fidelidad al Imperio. Las ciudades recibieron presiones a la vez del Elector y del Emperador. Finalmente, prevaleció Maximiliano I, y después de haberles hecho aceptar como Unterlandvogt a Kaspar, barón de Mörsberg, declaró el regreso del Landvogtei al Imperio, aunque en realidad buscó vincularlo a la Casa de Austria. 
Maximiliano se cuenta entre los Oberlandvögte como archiduque de Austria.
A fines de 1511, el cargo de Unterlandvogt fue conferido al barón Johann Jakob von Mörsberg und Belfort. El Emperador le recomienda poner bajo su protección a la abadía de Sturzelbronn. Johann Jakob pudo, con la ayuda de Maximiliano, hacer ingresar a Landau entre las ciudades libres del Landvogtei de Alsacia después de haber estado vinculada mucho tiempo al obispado de Espira. De allí vino la ocasión de extender hasta el río Queich el límite de Alsacia.
Johann Jakob von Mörsberg fue confirmado en su cargo por Carlos V, quien sucede a Maximiliano I. Dos años después, Carlos V entrega al archiduque Fernando, su hermano, las tierras que la Casa de Austria poseía en Alemania y en el Landvogtei de Alsacia y del Ortenau. Esta cesión se llevó a cabo en Worms, el 28 de abril de 1521 (Wormser Vertrag), con el consentimiento de los príncipes del Imperio.
Johann Jakob von Mörsberg permaneció como Unterlandvogt. El acta de donación constató que Maximiliano había prometido 80.000 Gulden a los Palatinos a cambio de estos dos Landvogteien y que esta suma había sido pagada por Carlos V. Además, se estimó en 20,000 Gulden la indemnización debida a estos príncipes por los costos de la guerra en la que Maximiliano había ocupado estos dos territorios; así el Imperio debería reembolsar a la Casa de Austria la suma de 100,000 Gulden cuando quisiera volver a entrar en posesión de estos feudos.
Carlos V fue así titular del Landvogtei de Alsacia en virtud de su doble título de Emperador y príncipe de la Casa de Austria, y de la misma manera lo transmitió a su hermano Fernando.

### El Landvogtei regresa a los Electores (desde 1530 hasta 1558)
En 1530, Luis V, el Pacífico, hijo de Felipe, el Justo y su sucesor en el Electorado del Palatinado, recibió del emperador Carlos V y de su hermano Fernando, Rey de Romanos, el Landvogtei de Alsacia arrebatado a su padre. Las condiciones de esta cesión fueron el abandono de una pensión de 8.000 Goldgulden que le hicieron las Provincias belgas y el pago de una suma de 40.000 Rheinischer Gulden. Por carta fechada en Augsburgo, el 24 de octubre del mismo año, Carlos V advirtió a la Decápolis de este nuevo arreglo. El acta de cesión indicaba que después de la muerte de Luis V y Federico, su hermano, el Landvogtei podría readquirirse, como prenda austríaca por Fernando o sus herederos, mediante el reembolso de todos los gastos.
La entrega de la administración se hizo en Haguenau, el 5 de marzo de 1531, por los mandatarios de Fernando. El 17 de abril, las ciudades enviaron diputados a Luis V, quien se encontraba entonces en Heidelberg; pero fue necesario en primer lugar que el Emperador les escribiera dos órdenes formales fechadas en Bruselas y Gante, el 1 y 31 de marzo. Mediante una primera carta, Carlos V simplemente les había dado aviso del retorno del Landvogtei a la Casa palatina. 

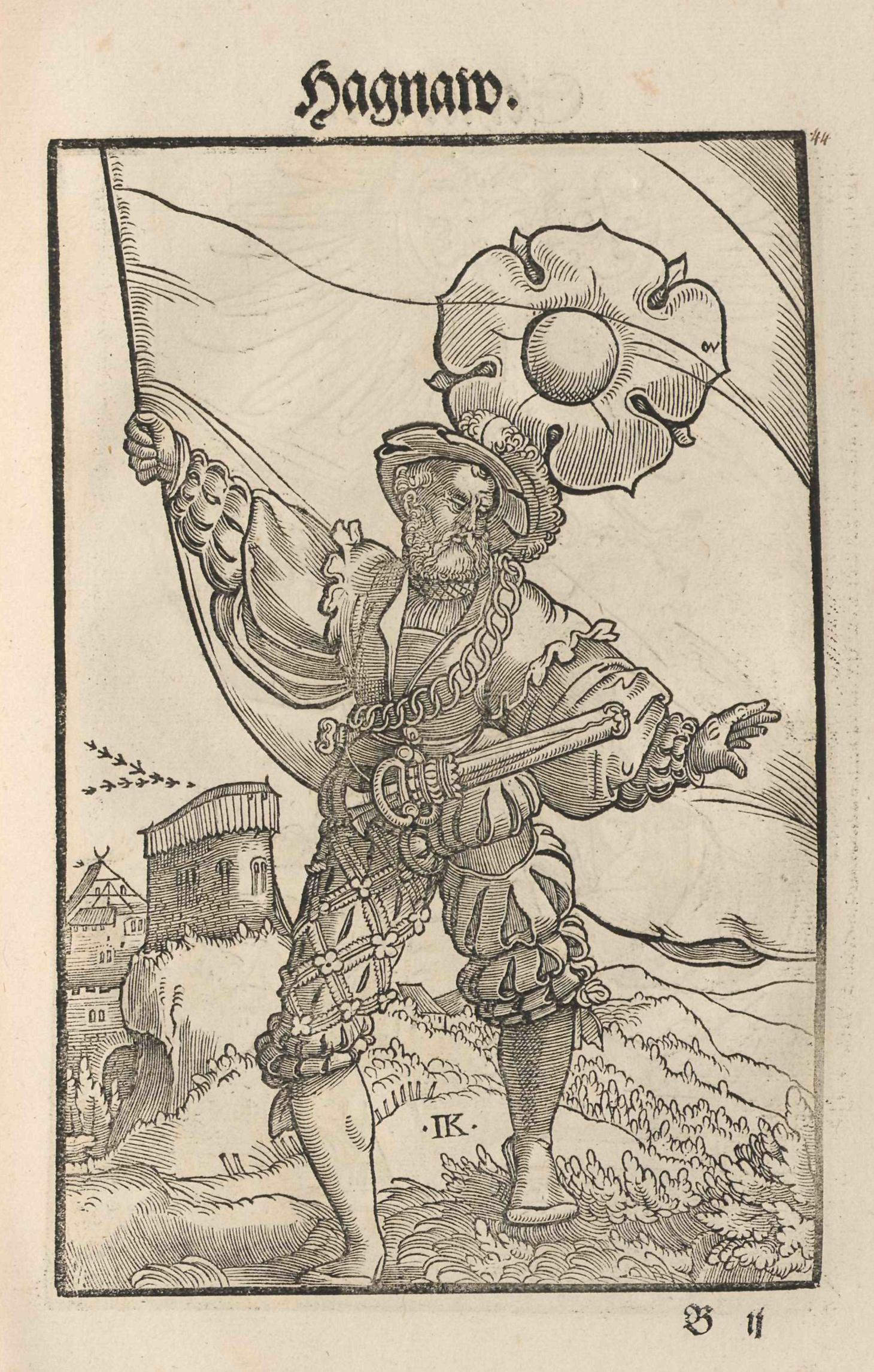
Hagnaw (Hagenau, Haguenau), por Jacob Kallenberg, 1545

Las ciudades, que no habían tenido conocimiento del acta de cesión y que temían perder sus libertades, resistieron hasta que el Emperador les confirmó que esta acta no contenía nada contrario a sus derechos. Carlos también había escrito el 12 de enero al conde Reinhard von Zweibrücken-Bitsch, para prevenirle que recibiera de aquí en adelante al Elector palatino en tanto él fuera titular del Landvogtei y tuviera la investidura de los feudos que alguna vez habían dependido de los príncipes palatinos y que Maximiliano I les había arrebatado junto con el Landvogtei de Alsacia; añadió en su carta que el dominio directo de estos feudos volvería con él a la Casa de Austria, que se había reservado el derecho de rescate. Así, el Landvogtei se encontró doblemente empeñado, en primer lugar por el Imperio a la Casa de Austria y luego por ésta a la Casa palatina, y cada prenda llevó consigo su derecho de rescate. Los archiduques parecen haberse mostrado dóciles hacia los Palatinos, ya que el coraje de Philipp von Pfalz-Neuburg había contribuido a liberar Viena del asedio de los Turcos.
El primer Unterlandvogt de Luis V, el Pacífico, fue Georg Schenk von Erbach, quien hizo su entrada en la provincia en el mes de junio de 1531, y cuya administración duró seis años. El noviembre del mismo año, otorgó, en nombre de su señor, cartas de protección (Schutzbriefe) a la abadía de Ebersheim, que pagaba anualmente seis Goldgulden. Estas cartas fueron renovadas, en 1553, por el mismo Luis V. En 1536, este Unterlandvogt puso fin a una controversia que había surgido entre Schlettstadt y el pueblo de Sankt Pilt sobre los impuestos.
Tuvo por sucesor, en 1537, a Konrad von Rechberg; la abadía  de Sturzelbronn le pidió, en 1541, ser recibida bajo la protección del Landvogtei, ofreciendo pagar el derecho de protección al igual que otros monasterios de Alsacia. Esta petición fue concedida por el Palatino, a quien la abadía prometió una cuota anual de ocho Gulden.
Luis V murió en 1544, su hermano Federico II le sucedió en el Electorado y  en el Landvogtei; eligió como Unterlandvogt a Heinrich von Fleckenstein, barón de Dagstuhl. Este negoció, en 1549, una transacción entre abadía y la ciudad de Münster y juzgó, en 1554, un pleito impositivo entre el obispo de Estrasburgo y Schlettstadt. El obispo fue condenado. Al año siguiente Fleckenstein fue remplazado por el conde Eberhard zu Erbach, quien terminó, en 1556, una nueva controversia que había surgido entre el abad Joachim Breming y los ciudadanos de Münster.   
| Ruprecht      | Oberlandvögte                        | Blasón | Unterlandvögte                                           |
| ------------- | ------------------------------------ | ------ | -------------------------------------------------------- |
| 1408          | Luis III del Palatinado              |        | Schwarz-Reinhard von Sickingen                           |
| Segismundo    | Oberlandvögte                        | Blasón | Unterlandvögte                                           |
| 1410          |                                      |        | Walther von Thann                                        |
| 1412          |                                      |        | Graf Bernhard zu Eberstein                               |
| 1420          |                                      |        | Pfalzgraf Stepfan, Herzog in Bayern                      |
| 1422          |                                      |        | Heinrich VIII Beyer von Boppard, Herr von Castel-Brehain |
| 1424          |                                      |        | Friedrich von Fleckenstein                               |
| 1425          |                                      |        | Pfalzgraf Stefan, Herzog in Bayern                       |
| 1436          | Luis IV del Palatinado               |        | Emich Graf von Leiningen                                 |
| Alberto II    | Oberlandvögte                        | Blasón | Unterlandvögte                                           |
| 1438          |                                      |        | Reinhard Ritter von Neipperg                             |
| Federico III  | Oberlandvögte                        | Blasón | Unterlandvögte                                           |
| 1445          |                                      |        | Johann IV Wild- und Rheingraf von Dhaun und Kyrburg      |
| 1451          | Federico I, el Victorioso            |        |                                                          |
| 1457          |                                      |        | Peter von Talheim                                        |
| 1458          |                                      |        | Götz von Adelsheim                                       |
| 1463          |                                      |        | Johann IV Wild- und Rheingraf von Dhaun und Kyrburg      |
| 1470          | Luis I, el Negro                     |        | Friedrich I von Pfalz-Simmern                            |
| 1472          | Federico I, el Victorioso            |        | Johann IV Wild- und Rheingraf von Dhaun und Kyrburg      |
| 1476          | Felipe, el Justo                     |        |                                                          |
| 1487          |                                      |        | Graf Kraft von Hohenlohe und Ziegenhain                  |
| Maximiliano I | Oberlandvögte                        | Blasón | Unterlandvögte                                           |
| 1493          |                                      |        | Jakob II von Fleckenstein zu Sulz                        |
| 1504          | Maximiliano I, archiduque de Austria |        | Kaspar Freiherr von Mörsberg und Belfort                 |
| 1511          |                                      |        | Johann Jakob von Mörsberg und Belfort                    |
| Carlos V      | Oberlandvögte                        | Blasón | Unterlandvögte                                           |
| 1519          | Carlos V                             |        |                                                          |
| 1521          | Fernando I, archiduque de Austria    |        |                                                          |
| 1530          | Luis V, el Pacífico                  |        | Georg Schenk von Erbach                                  |
| 1537          |                                      |        | Konrad von Rechberg                                      |
| 1544          | Federico II                          |        | Heinrich von Fleckenstein, Freiherr zu Dagstuhl          |
| 1555          |                                      |        | Graf Eberhard zu Erbach                                  |
| 1556          | Ottheinrich                          |        |                                                          |

## Período austríaco - El Landvogtei bajo la Casa de Habsburgo (desde 1558 hasta 1648)
A la muerte de Luis V, el Pacífico y de Federico II, su hermano, en 1556, el Electorado del Palatinado y el Landvogtei de Haguenau recaen en su sobrino Ottheinrich, hijo de Ruprecht von der Pfalz. 
Fernando I, Rey de Romanos, pensó entonces en recomprar y atribuirse el Landvogtei de Alsacia. Mediante carta fechada en Bruselas, el 10 de julio del mismo año, Carlos V lo acredita ante la Decápolis Alsaciana, con la condición de nunca cambiar la situación religiosa de estas ciudades; su administración solo dura dos años.
En efecto, Fernando, utilizando su derecho como Archiduque, readquirió el Vogtei, que permaneció en poder de la Casa de Austria hasta que fue cedido a Francia por la Paz de Westfalia. 
Fernando fue nombrado Emperador y, el 6 de septiembre de 1558, firma en Viena las notas reversales de la Decápolis. Pero entonces el precio del contrato de prenda había aumentado, ya que Carlos V, actuando como Emperador, reconoció al Imperio deudor de Fernando, por una suma de 197.480 Gulden como compensación debida a este archiduque por las tropas que había enviado contra los Turcos, y decidió que esta suma se añadiría al precio que el Imperio debía originalmente pagar para el rescate de los Landvogteien de Suabia, Alsacia y del Ortenau, ya empeñados a Fernando.

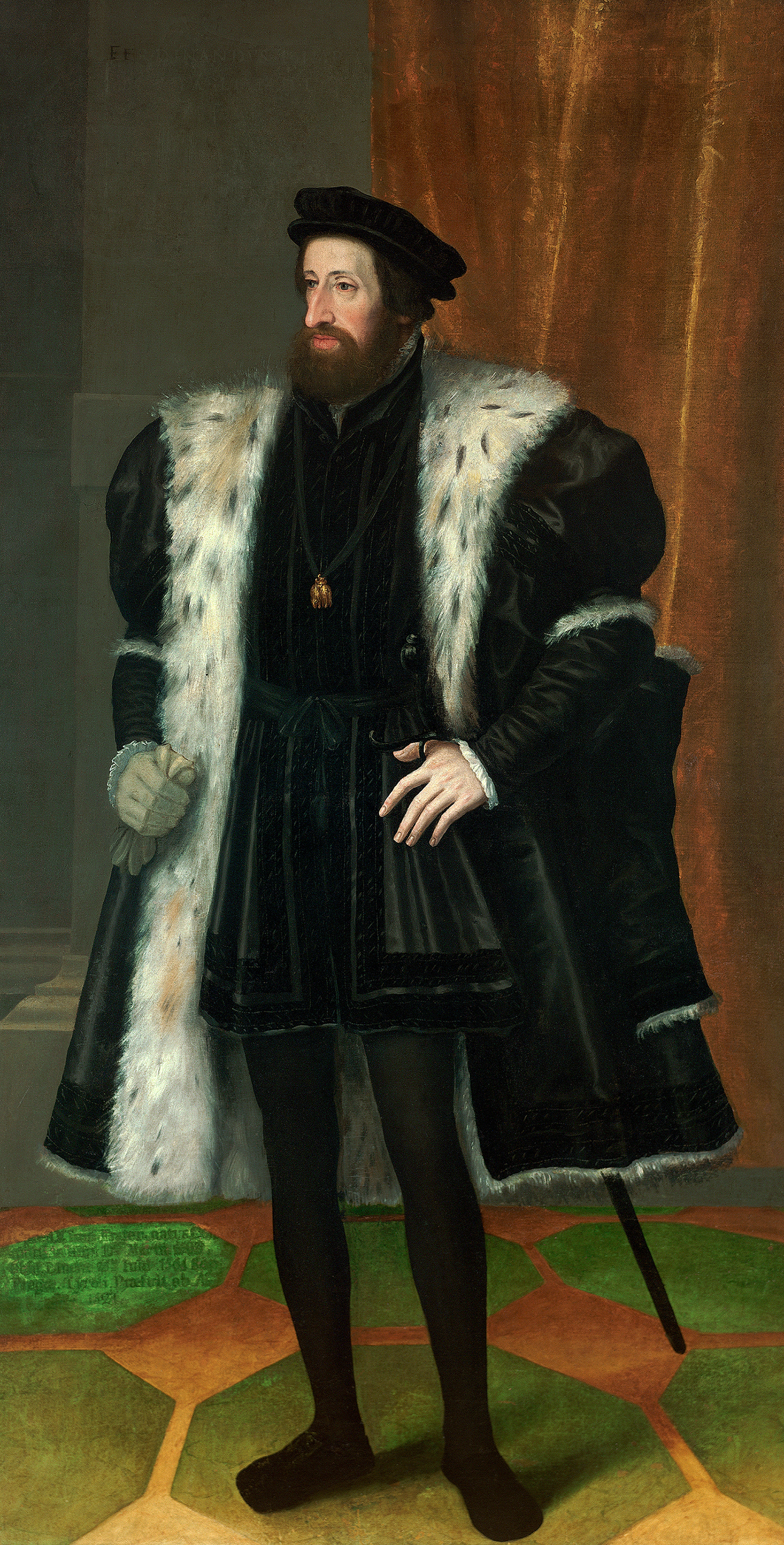
Fernando I, archiduque de Austria, Landvogt de Haguenau

Fernando estableció las obligaciones que tenían que cumplir los Unterlandvögte. El Unterlandvogt, el recaudador y los consejeros debían convivir de manera amistosa y, en su ausencia, el mayor de los consejeros cumpliría sus funciones provisionalmente. Deberían defender con cuidado los derechos de cada uno, proteger a los judíos y preservar al bosque de Haguenau de todo atentado, tanto por la madera como por la caza. Entre los consejeros figurarían el Schultheiß de Haguenau y los silvicultores, a los cuales se agregaban algunos hombres instruidos. En casos graves, se apelaría a los tribunales de la Casa de Austria establecidos en Ensisheim y en Innsbruck; pero en ningún caso a la Cámara Imperial (Reichskammergericht) ni al tribunal (Amtsgericht) de Rottweil, que no reconocían los privilegios de la Casa de Austria. El recaudador sería sobre todo justiciable ante el tribunal de Innsbruck. El Unterlandvogt tenía que ir todos los años con sus consejeros a las ciudades de la Decápolis, escuchar sus quejas y aplicar el derecho, si fuera posible. Debían conservar en su integridad el culto católico en las ciudades del Landvogtei. Los monasterios del Bosque Santo (Heiliger Forst), las abadías de San Gregorio y de Alspach serían objeto de la benevolencia especial del Unterlandvogt ya que la jurisdicción secular y sobre todo la jurisdicción penal les pertenecían, y no debían sufrir menoscabo de sus derechos. 
Fernando pretendía que, por su posición, estos monasterios habían estado, casi desde su origen, anexados al Landvogtei de Haguenau, y por lo tanto, su situación con respecto al Landvogtei era bien diferente de aquellos que habían solicitado protección de manera particular. Añadió, por otro lado, que el Vogt tenía derecho de ejercer la protección, apertura y mantenimiento de la Comandancia de Stephansfeld, del castillo de Sankt-Remig, cerca de Weißenburg, y de los tres pueblos que dependían de este territorio. El obispo de Espira le negó este derecho en la abadía de Sankt Walburga, en Walburg, unida a la colegiata de Weißenburg, así como el preboste de esta colegiata había estado unido al obispado de Espira. También Fernando ordenó, en 1560, defender enérgicamente estos derechos contra los esfuerzos en contrario del obispo.
El Unterlandvogt era entonces Johann Diebold Waldner von Freundstein, quien a principios del año anterior, había visitado cada una de las ciudades de la advocatia para que le prestasen el juramento de costumbre. Dio a la abadía de Ebersheim las cartas de protección (Schutzbriefe) según la antigua fórmula y comprometió, el 5 de agosto de 1560, con la ciudad de Haguenau con respecto a la audiencia de los testigos. El mismo año presidió en nombre del emperador Fernando, los Estamentos de las provincias de la Austria Anterior. 
Johann Diebold fue remplazado, en 1561, por Nikolaus, Freiherr von Bollweiler, a quien el emperador Maximiliano II, y después, el archiduque Fernando confirmaron en el mismo cargo. En efecto, a la muerte de Fernando I, en 1564, su hijo mayor, el emperador Maximiliano II, concedió a su hermano Fernando el Landvogtei de Haguenau y el landgraviato de la Alsacia superior. Fernando reconoció este hecho en la carta fechada en Praga que él escribió a la ciudad de Colmar, el 7 de enero de 1566.
Después de la muerte de Nikolaus, Freiherr von Bollweiler, en 1589, el archiduque Fernando nombró como Unterlandvogt a Georg, Freiherr von Königsegg-Aulendorf, Herr zu Rothenfels und Staufen. Königsegg entregó su dimisión y tuvo por sucesor, en 1594, a Friedrich, conde de Fürstenberg, cuya administración continuó bajo el emperador Rodolfo II, después de la muerte del archiduque.
Al año siguiente, Rodolfo, hijo y sucesor del emperador Maximiliano II, imitando a Fernando I, tomó el cargo para sí mismo y entregó la administración durante diez años a sus Unterlandvögte. 
En 1601, el consejero imperial Johann Eberhard von Manscheid, Statthalter der Landvogtey Hagenau, sucedió al conde de Fürstenberg.
Finalmente, en 1605, el archiduque Maximiliano III, fue nombrado Oberlandvogt de Alsacia por su hermano, el emperador Rodolfo II; fue mantenido en este cargo por el emperador Matías, quien también era su hermano, y lo conservó toda su vida. Maximiliano III eligió como Unterlandvogt, en 1606, a Rudolf, conde de Sulz y landgrave de Klettgau, quien después de diez años de administración, fue remplazado, en 1616, por Jakob Ludwig, conde de Fürstenberg. El abad de Ebersheim recibió de este último nuevas cartas de protección (Schutzbriefe).
En 1620, el archiduque Leopoldo, obispo de Estrasburgo, recibió de su hermano, el emperador Fernando II, el Landvogtei de Haguenau, vacante por la muerte del archiduque Maximiliano III. Leopoldo fue el último de los príncipes de la Casa de Austria investido con este cargo. 
Cuando el conde de Fürstenberg cesó sus funciones, Leopoldo nombra como Unterlandvogt al conde Karl Ludwig Ernst von Sulz, cuya administración fue interrumpida por la invasión de Mansfeld, quien ocupó Haguenau en 1622. Pero, al poco tiempo, el conde de Sulz retoma sus funciones; renunció en 1628 y tuvo por sucesor a Dominik Vigilius, conde de Spaur. 
En 1631, cuando el Landvogtei ya estaba a punto de caer en manos de los suecos y los franceses, el archiduque Leopoldo confió la administración a Ascanio Albertini von Ichtratzheim, quien llevaba el título de Kays. Maj. bestellter Obrister und Statthalter der Landvogtey Hagenau, auch des im Elsassischen Bezirk liegenden Kayserl. Kriegsvolk, hinterlassener Commendant.

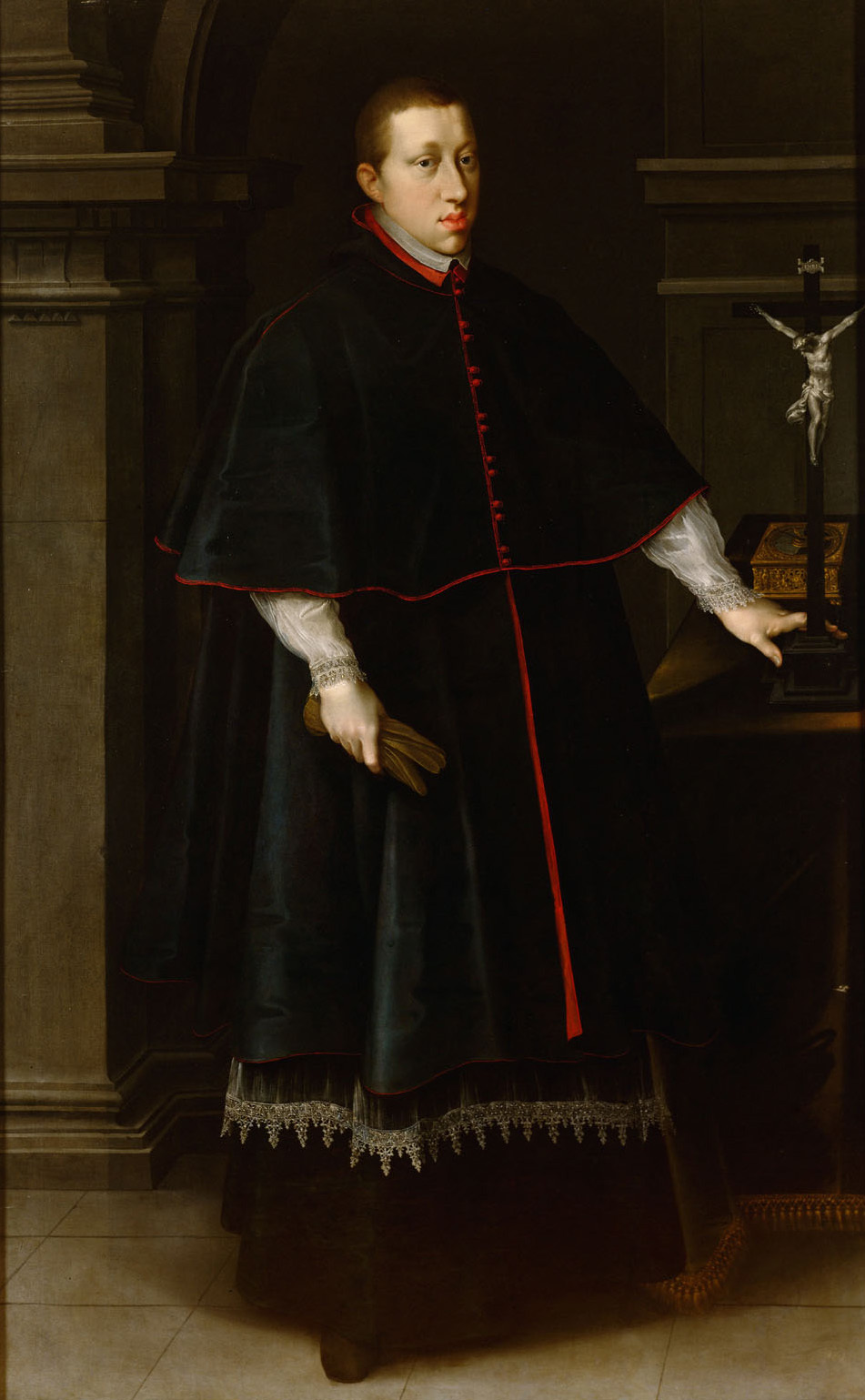
Leopoldo V, archiduque de Austria, Landvogt de Haguenau

| Fernando I     | Oberlandvögte                          | Blasón | Unterlandvögte                          |
| -------------- | -------------------------------------- | ------ | --------------------------------------- |
| 1558           | Fernando I                             |        | Johann Diebold Waldner von Freundstein  |
| 1561           |                                        |        | Nikolaus, Freiherr von Bollweiler       |
| Maximiliano II | Oberlandvögte                          | Blasón | Unterlandvögte                          |
| 1564           | Maximiliano II, archiduque de Austria  |        |                                         |
| 1566           | Fernando II, archiduque de Austria     |        |                                         |
| Rodolfo II     | Oberlandvögte                          | Blasón | Unterlandvögte                          |
| 1589           |                                        |        | Georg, Freiherr von Königsegg-Aulendorf |
| 1594           |                                        |        | Friedrich, Graf von Fürstenberg         |
| 1595           | Rodolfo II                             |        |                                         |
| 1601           |                                        |        | Johann Eberhard von Manscheid           |
| 1605           | Maximiliano III, archiduque de Austria |        |                                         |
| 1606           |                                        |        | Rudolf, Graf von Sulz                   |
| Matías         | Oberlandvögte                          | Blasón | Unterlandvögte                          |
| 1616           |                                        |        | Jakob Ludwig, Graf von Fürstenberg      |
| Fernando II    | Oberlandvögte                          | Blasón | Unterlandvögte                          |
| 1620           | Leopoldo V, archiduque de Austria      |        |                                         |
| 1621           |                                        |        | Karl Ludwig Ernst, Graf von Sulz        |
| 1628           |                                        |        | Dominik Vigilius, Graf von Spaur        |
| 1631           |                                        |        | Ascanio Albertini von Ichtratzheim      |

## Período francés - El Landvogtei bajo la Monarquía Absoluta (desde 1648 hasta 1789)
El último período de la historia del Landvogtei de Alsacia comienza en 1648. A partir de ese momento, los reyes de Francia son investidos con los derechos del Imperio y la Casa de Austria. 
Los franceses dan al Landvogtei el nombre de «Bailliage» o «Grand-Bailliage», y al Landvogt el de «bailli» o «Grand-bailli de Haguenau». 
Esta expresión, de la cual se sirve Luis XIV en 1649, denota que a partir de ese momento, el bailío que había ejercido antes la autoridad civil y militar, era más bien ahora un magistrado que un hombre de espada.
Las funciones del «Grand-bailli» se limitaban a recibir, en el nombre del Rey, el juramento de obediencia de las ciudades y proveer a su protección y el mantenimiento de sus privilegios; Weißenburg y Landau fueron eximidas del juramento y prometían simplemente fidelidad. Tenía también el derecho de asistir a la elección de los magistrados de las ciudades y a nombrar los prebostes y los jurados de los antiguos pueblos imperiales (Reichsdörfer), que dependían inmediatamente del Rey y no tenían otro «seigneur» que él.
Los ingresos del «Grand-bailli» ascendían a más de 40,000 libras francesas al año; consistían en el Steuergeld que le pagaban las ciudades; así Colmar pagaba 632 Gulden por año, Haguenau 500, Landau  300, Schlettstadt 240, Weißenburg, Oberehnheim y Kaysersberg 200, Münster im Elsass 128, Rosheim 64, y Türkheim un canon en vino. Mülhausen, ciudad separada de Alsacia desde 1515, continúa pagando hasta la Revolución un tributo anual de 200 Gulden. Los ingresos del «Grand-bailli» incluían además, el derecho a percibir cada año un impuesto de 10 Gulden sobre cada familia judía del «Bailliage», la mitad del impuesto del Umgeld de la ciudad de Colmar, y numerosos cánones señoriales en los treinta y cinco pueblos de la prefectura.
Los grandes señores investidos con este feudo no habitaban comúnmente en Alsacia, sino que se hacían representar por un «Lieutenant-bailli» que residía en Haguenau.

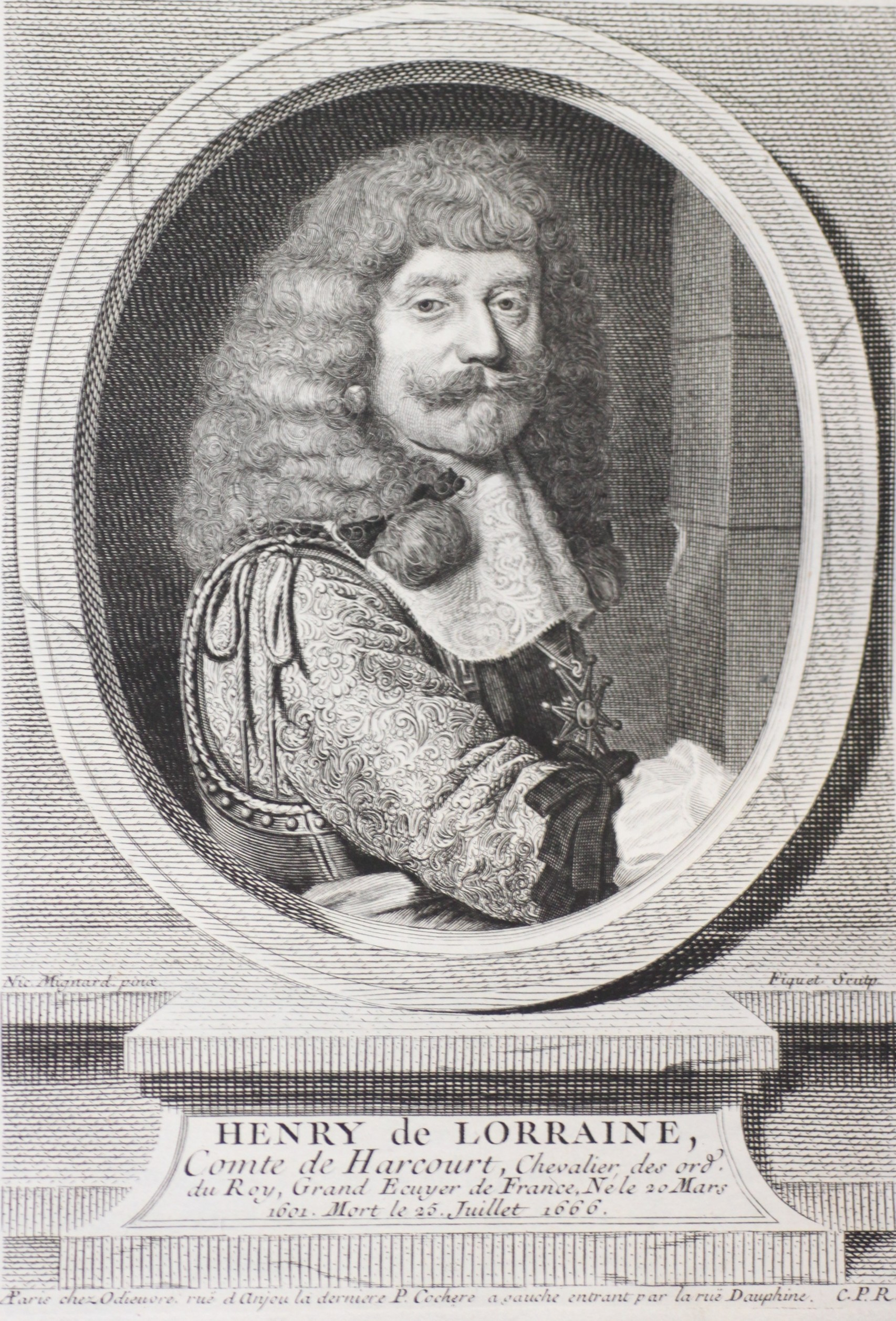
Enrique de Lorena, conde de Harcourt

Después de la Paz de Westfalia, Luis XIV otorga, el 20 de abril de 1649, a Enrique de Lorena, conde de Harcourt, la administración de Alsacia y el título de «Grand-bailli de Haguenau». Pero las ciudades imperiales ofrecieron resistencia a reconocerle como tal; y el Rey, al ejemplo de los Emperadores, se vio obligado a escribir desde París, en septiembre de 1651, para instar a la recepción de Harcourt. Sin embargo, transcurrieron otros dos años para dar por concluido este «affaire», y la acreditación de Harcourt no fue aceptada sino hasta el mes de julio de 1653.
El 12 de enero del año siguiente, el Rey escribe a las ciudades que graves razones habían determinado la revocación del conde de Harcourt de sus funciones. Pero, como las dificultades que habían surgido entre este último y el cardenal Mazarino terminaron felizmente, Enrique de Lorena conservó sus puestos, y dimite en 1659, cuando el Rey lo convoca a otras dignidades. Harcourt no designa subprefectos («Sous-baillis»), la Corte real de Ensisheim suple estas funciones por orden del Rey, como certifican las «lettres» de la misma.
Luego de la salida de Harcourt, en 1659, el cardenal Mazarino recibe a la vez del Rey el «Grand-Bailliage de Haguenau» como un cargo temporario y los condados de Ferrette y Belfort, los señoríos de Rosemont, Delle, Thann, Altkirch e Issenheim como feudos hereditarios. Mientras estuvo en el puesto procuró por un lado determinar precisamente los derechos de la Corona de Francia sobre esta bailía; y por otro lado, asegurar para su sobrino su propio título y herencia. 
Fue en consecuencia reemplazado, en 1661, por su sobrino político, Armand-Charles de la Porte de La Meilleraye, duque de Mazarin, quien obtuvo el título de duque de Mazarin por su casamiento con la sobrina del cardenal, Hortensia Mancini, duquesa de Mazarin. Mediante «lettre» del 18 de noviembre de 1661, el Rey escribió a las ciudades para anunciarles que el nuevo administrador arribaría el 18 de diciembre a Haguenau junto con los comisionados reales, y les ordenó enviar a esta ciudad a los diputados que tratarían con ellos. Entre los comisionados estaba Charles Colbert de Croissy, presidente del Consejo soberano de Alsacia con sede en Ensisheim.

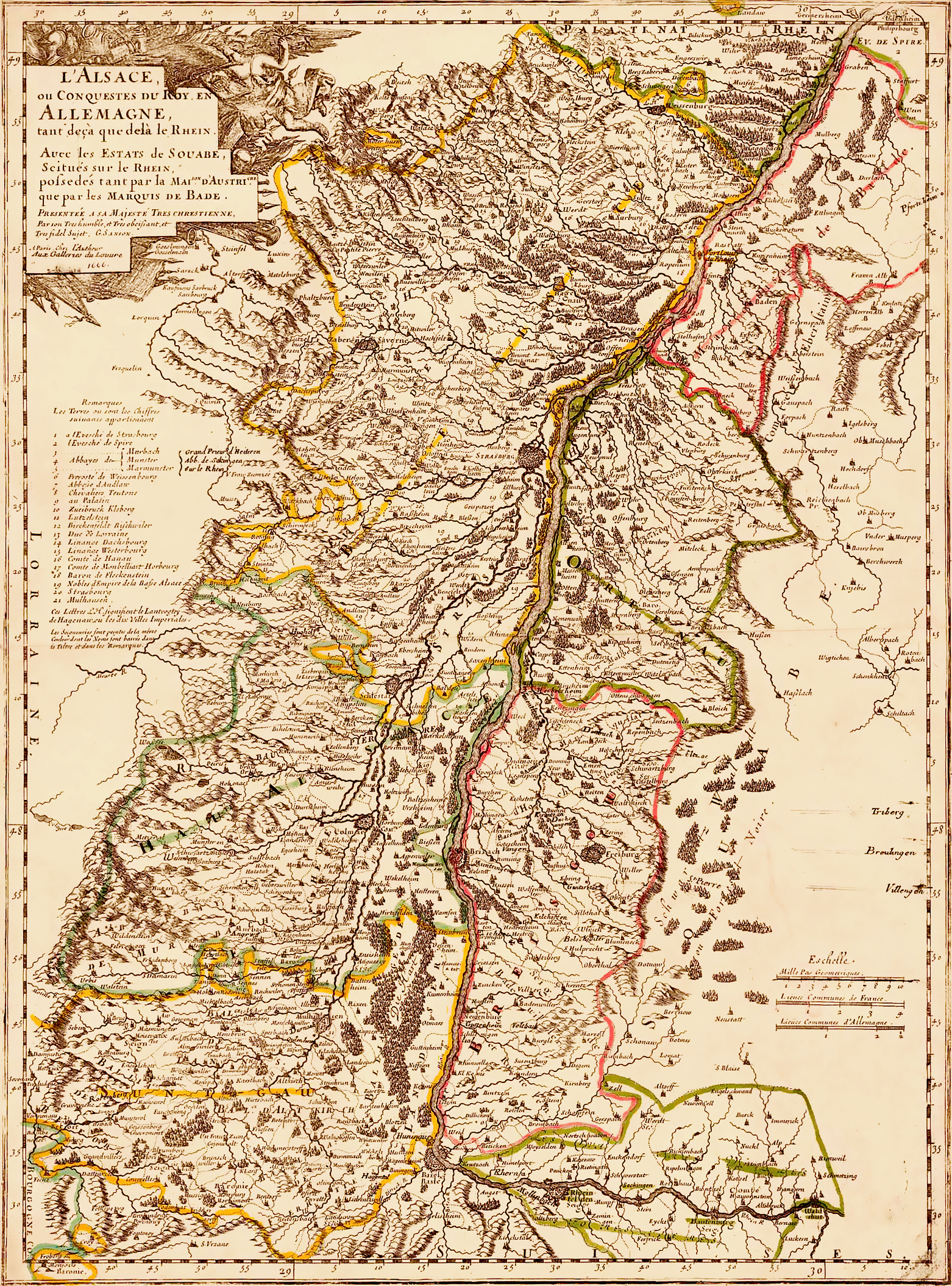
«Alsacia, o las conquistas del Rey en Alemania, tanto de este lado como del otro lado del Rin.»
Mapa de Guillaume Sanson, París, 1666.

Las ciudades de la Decápolis Alsaciana dependientes del «Grand-Bailliage de Haguenau» plantearon dificultades en juramentar fidelidad al Rey de Francia. Afirmaron que no podían jurar como miembros inmediatos (unmittelbar) del Sacro Imperio sin poner en peligro sus derechos y sus libertades. Finalmente, después de una resistencia de veintidós días, los representantes de las ciudades prestaron el juramento de fidelidad (Eid der Treue), el 10 de enero de 1662.
El duque de Mazarin da el cargo de «Sous-grand-bailli» (Unterlandvogt) de Haguenau, el 12 de enero de 1662, a Henri, marqués de Rusé; quien presenta sus notas reversales a las ciudades, siguiendo las antiguas costumbres, en el mes de mayo y que ocupará dicho cargo por el término de siete años, siendo separado de sus funciones por el Rey. Mazarin le había concedido como feudo real dos pueblos del «Grand-Bailliage de Haguenau», Ohlungen y Keffendorf. En 1706, estos dos pueblos fueron vendidos con el consentimiento del Rey, a Theodor von Warstatt, Stättmeister de Haguenau, por Louis-Auguste, marqués de Rusé, sobrino de Henri.
Luego de firmar la Paz de Nimega con el Imperio, en enero de 1679, Luis XIV dio la administración del «Grand-Bailliage», el 2 de julio de 1679, a Joseph de Pons, barón de Montclar, en reemplazo del duque de Mazarin, que estaba ausente. Montclar presentó a las ciudades sus cartas el 1 de octubre.
Montclar muere en 1690 y Mazarin vuelve a ocupar su cargo de «Grand-bailli», que mantuvo hasta su muerte.
En febrero de 1712, el Rey otorga en calidad de feudo masculino el cargo de «Sous-bailli» de Haguenau a Jean-Gaspard de Hatsel, y en abril del año siguiente confiere el título de «Grand-bailli» a Alexis-Madeleine-Rosalie de Bois-Rogues, conde, después duque de Châtillon. Esa fue la primera vez que el Landvogtei fue dado en feudo.
Esto lleva eventualmente a controversias cuando, el duque de Châtillon pretende, al ejemplo de los antiguos Landvögte palatinos y austríacos, arrogarse el derecho de nombrar al Bailío. Por otro lado, Hatsel se apoya, para impulsar sus reclamos, en las «lettres-patentes» que le otorgó el Rey al concederle el cargo a título de feudo. El caso fue llevado a los tribunales, y después de catorce años de litigio, el 30 de octubre de 1751, el Rey decide que los herederos y descendientes Jean-Gaspard de Hatsel, que había muerto cinco años atrás, recibieran del «Grand-bailli» por año y hasta la extinción del último descendiente masculino una suma de tres mil libras tornesas por su derecho al cargo de «Sous-bailli» (Unterlandvogt). Finalmente se les pagó a los mismos la suma de 15,950 libras por la oficina de «lieutenant civil et criminel de la préfecture de Haguenau».
Alexis, duque de Chatillon, murió el 15 de febrero de 1753, y fue sucedido por su hijo, Louis-Gaucher-Rosalie.
A él le sucedió Étienne-François, duque de Choiseul-Stainville, quien murió el 8 de mayo de 1785 y que fue remplazado en el cargo de «Grand-bailli» por su hermano menor, el mariscal Jacques Philippe de Choiseul-Stainville. Este último recibe el título de caballero de la Orden del Espíritu Santo, el 2 de febrero de 1786, y es creado duque «à brevet» de Stainville el mismo año. Muere sin descendencia masculina, en Estrasburgo, el 30 de mayo de 1789.
El último «Grand-bailli de Haguenau» fue Alexandre-Marie-Eléonor de Saint-Mauris, príncipe de Montbarrey, «maréchal de France», quien sucede al mariscal de Choiseul-Stainville. En 1777, el príncipe de Montbarrey había obtenido del rey Luis XVI, la investidura provisoria del cargo de «Grand-bailli de Haguenau», puesto que efectivamente ocupa cuando fallece el mariscal de Stainville. Después de su fuga, se apoyó en este cargo, en oposición a las fuerzas de la Revolución y en favor del mantenimiento de los derechos feudales en Alsacia.
| Luis XIV | «Grand-baillis» (Oberlandvögte)                                 | Blasón |                                   |
| -------- | --------------------------------------------------------------- | ------ | --------------------------------- |
| 1649     | Enrique de Lorena, conde de Harcourt                            |        |                                   |
| 1659     | Jules, cardenal Mazarino                                        |        |                                   |
| Luis XIV | «Grand-baillis» (Oberlandvögte)                                 | Blasón | «Sous-baillis» (Unterlandvögte)   |
| 1661     | Armand-Charles, duque de Mazarin                                |        | Henri, marqués de Rusé            |
| 1679     |                                                                 |        | Joseph de Pons, barón de Montclar |
| 1712     |                                                                 |        | Jean-Gaspard de Hatsel            |
| 1713     | Alexis-Madeleine-Rosalie, conde de Châtillon                    |        |                                   |
| Luis XV  | «Grand-baillis» (Oberlandvögte)                                 | Blasón | «Sous-baillis» (Unterlandvögte)   |
| 1736     | Alexis-Madeleine-Rosalie, duque de Châtillon                    |        |                                   |
| 1746     |                                                                 |        | Antoine de Hatsel                 |
| 1752     |                                                                 |        | cargo suprimido                   |
| 1753     | Louis-Gaucher-Rosalie, duque de Châtillon                       |        |                                   |
| 1762     | Étienne-François, duque de Choiseul-Stainville                  |        |                                   |
| Luis XVI | «Grand-baillis» (Oberlandvögte)                                 | Blasón |                                   |
| 1785     | Jacques-Philippe, duque de Choiseul-Stainville                  |        |                                   |
| 1789     | Alexandre-Marie-Eléonor de Saint-Mauris, príncipe de Montbarrey |        |                                   |

## La ciudad Imperial de Haguenau

Escudo de la ciudad de Haguenau

La ciudad de Haguenau era, desde la Edad Media, la capital del Landvogtei o prefectura, que llevaba su nombre.
Varios emperadores residieron en la ciudad, y su castillo imperial tuvo bajo su custodia las insignias del Imperio durante los reinados de Federico I, de Enrique VI y de Felipe de Suabia; pero a partir del siglo XVIII, Haguenau había perdido después de largo tiempo su antigua importancia y no figuraba sino por costumbre a la cabeza de las ciudades de la Decápolis Alsaciana.
La magistratura estaba compuesta por un «Préteur royal», cuatro Stättmeisters  y seis consejeros, todos perpetuos. Cada Stättmeister gobernaba por tres meses.
La burguesía estaba dividida en veinticinco gremios, cada uno de los cuales elegía a dos diputados que, a su vez, elegían a los miembros de la magistratura.
La ciudad poseía de manera indivisa, con el Rey, el bosque de Haguenau (Heiliger Forst), y era «seigneur» de las aldeas de Schirrheim y de Kaltenhausen; el hospital civil era «seigneur» de la aldea de Harthousen. Los ingresos de la ciudad se elevaban a 120,000 libras francesas por año.
La «maitrise des eaux et forets» de la Baja-Alsacia tenía su sede en Haguenau, así como el «bailli royal» de los treinta y cinco pueblos que formaban parte de la prefectura, pero este magistrado no tenía jurisdicción sobre la ciudad.
|  | alemán  | francés  |
|  | ------- | -------- |
|  | Hagenau | Haguenau |

### Feudo de la ciudad imperial de Haguenau
|  | alemán       | francés     |
|  | ------------ | ----------- |
|  | Birckenwad   | Birckenwad  |
|  | Falkenhof    | Falkenhof   |
|  | Harthousen   | Harthouse   |
|  | Kaltenhausen | Kaltenhouse |
|  | Schirrheim   | Schirrhein  |

## Los pueblos imperiales del Landvogtei de Haguenau
Los antiguos pueblos imperiales (Reichsdörfer) conformaban la Prefectura de Haguenau (Das Hagenauer Amt), que se encontraba bajo la autoridad del Landvogtei de Haguenau y eran administrados directamente por un funcionario (Landvogt) del Imperio, instituido además para la defensa de la Decápolis de Alsacia. 
Estos pueblos gozaban de la inmediación imperial (Reichsunmittelbarkeit); es decir, un estatus feudal y político privilegiado que los colocaba bajo la autoridad directa del Emperador. Sus habitantes no estaban sujetos a servidumbre y no se les aplicaba la corvea señorial. 
En 1648, este territorio fue anexado y administrado por la Corona de Francia en virtud del Tratado de Westfalia. 
Eran en total cuarenta pueblos, quedando solo treinta y cinco luego que Luis XIV separara cinco pueblos del Landvogtei provincial.
|    | alemán               | francés              | blasón                                             |
| -- | -------------------- | -------------------- | -------------------------------------------------- |
| 1  | Batzendorf           | Batzendorf           |                                                    |
| 2  | Bernoldsheim         | Bernolsheim          |                                                    |
| 3  | Berstheim            | Berstheim            |                                                    |
| 4  | Bilwisheim           | Bilwisheim           |                                                    |
| 5  | Bitschhofen          | Bitschhoffen         |                                                    |
| 6  | Bossendorf           | Bossendorf           |                                                    |
| 7  | Dangolsheim          | Dangolsheim          |                                                    |
| 8  | Eschbach             | Eschbach             |                                                    |
| 9  | Ettendorf            | Ettendorf            |                                                    |
| 10 | Forstheim            | Forstheim            |                                                    |
| 11 | Grassendorf          | Grassendorf          |                                                    |
| 12 | Gunstett             | Gunstett             |                                                    |
| 13 | Hegenei              | Hegeney              |                                                    |
| 14 | Hochstett            | Hochstett            |                                                    |
| 15 | Hüttendorf           | Huttendorf           |                                                    |
| 16 | Kindweiler           | Kindwiller           |                                                    |
| 17 | Kriegsheim           | Kriegsheim           |                                                    |
| 18 | Küttolsheim          | Kuttolsheim          | Archivo:Blason ville fr Kuttolsheim (Bas-Rhin).svg |
| 19 | Lixhausen            | Lixhausen            |                                                    |
| 20 | Mittel-Schäffolsheim | Mittelschaeffolsheim |                                                    |
| 21 | Mommenheim           | Mommenheim           |                                                    |
| 22 | Morschweiler         | Morschwiller         |                                                    |
| 23 | Mutzenhausen         | Mutzenhouse          |                                                    |
| 24 | Nieder-Schäffolsheim | Niederschaeffolsheim |                                                    |
| 25 | Ringeldorf           | Ringeldorf           |                                                    |
| 26 | Rottelsheim          | Rottelsheim          |                                                    |
| 27 | Rumersheim           | Rumersheim           |                                                    |
| 28 | Scherlenheim         | Scherlenheim         |                                                    |
| 29 | Suffelnheim          | Soufflenheim         |                                                    |
| 30 | Surburg              | Surbourg             |                                                    |
| 31 | Überach              | Uberach              |                                                    |
| 32 | Wahlenheim           | Wahlenheim           |                                                    |
| 33 | Walk                 | La Walck             |                                                    |
| 34 | Wingersheim          | Wingersheim          |                                                    |
| 35 | Wintershausen        | Wintershouse         |                                                    |

Después de la Paz de Westfalia, Luis XIV separa cinco pueblos imperiales (Reichsdörfer) del Landvogtei provincial.
El 22 de diciembre de 1661, del duque de Mazarin, Armand-Charles de la Porte de La Meilleraye, Oberlandvogt de Haguenau otorgó al barón Johann Adolph Krebs von Bach los pueblos de Gebolsheim y Wittersheim. 
Del mismo modo, Ohlungen y Keffendorf, fueron cedidos a Henri, marqués de Rusé, a título de feudo real durante el tiempo que él mismo fuera Oberlandvogt. En 1706, estos pueblos fueron vendidos, con el consentimiento del Rey, a Theodor von Warstatt, Stättmeister de Haguenau, por Louis-Auguste, marqués de Rusé, sobrino de Henri.
En 1672, el barón Johann Friedrich von Wangen zu Geroldseck am Washichen (Hagenauer Linie), obtuvo del Rey la confirmación de la posesión de Minversheim.
|    | alemán      | francés     | blasón |
| -- | ----------- | ----------- | ------ |
| 36 | Gebolsheim  | Gebolsheim  |        |
| 37 | Wittersheim | Wittersheim |        |
| 38 | Keffendorf  | Keffendorf  |        |
| 39 | Ohlungen    | Ohlungen    |        |
| 40 | Minversheim | Minversheim |        |